# Église Notre-Dame de Corme-Écluse
L'église Notre-Dame est une église de style roman saintongeais située à Corme-Écluse en Saintonge, dans le département français de la Charente-Maritime en région Nouvelle-Aquitaine.

## Historique
L'église Notre-Dame de Corme-Écluse, siège d'un ancien prieuré bénédictin de l'abbaye aux Dames de Saintes, est donnée vers 1104 par Ramnulfus Focaudi (évêque de Saintes entre 1083 et 1106), à l'abbaye royale de Saint-Jean-d'Angély "pour qu'il en jouisse toujours et la possède à perpétuité". Cette abbaye est donc à l'origine de la reconstruction du sanctuaire dans le milieu du XIIe siècle en style roman. Sur une plaque apposée sur le mur sud de la nef on trouve, toujours lisibles, quelques bribes historiques :
- 1200, les bénédictins achèvent la construction et ornent l'église avec une statue en chêne de la sainte Vierge ;
- 1327, L'abbé de Saint-Jean-d'Angely et un envoyé du pape Jean XXII prient devant l'image vénérée ;
- 1628, un pèlerinage est établi pour vénérer la statue ;
- 17?3, la statue est mutilée. Le profanateur est châtié.

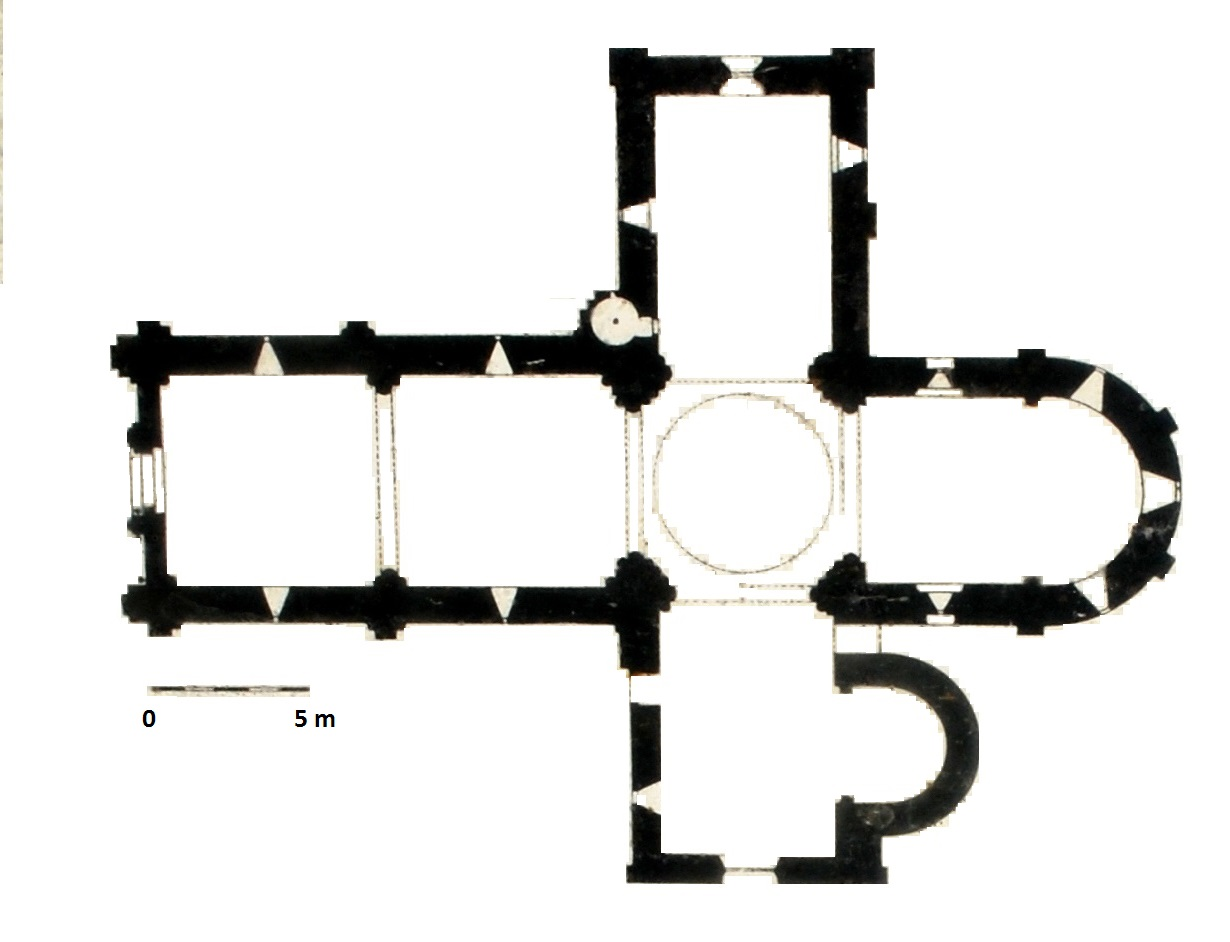
Plan de l'église.

## Description
Le plan de l'église est en croix latine légèrement asymétrique (le bras nord du transept est plus long que le bras sud). La nef se compose de deux travées couvertes par des voûtes en berceau brisées. Elle est éclairée par trois fenêtres symboliques refaites au XIIIe siècle. Un arc doubleau sépare la nef du transept, dont la croisée, sous le clocher, est couverte d'une coupole sur trompes. Le bras sud du transept s'ouvre sur une absidiole voûtée en cul-de-four. Par contre, le bras Nord, rebâti au XVIIe siècle dans le style roman, légèrement plus long que celui du sud, est conçu sur un plan rectangulaire sans absidiole. Ce bras possède un portail à colonnes et à rouleaux toriques. Après avoir passé l'arc triomphal, le chœur commence par une travée droite couverte d'un berceau en plein-cintre et se termine par un hémicycle voûté en cul-de-four.
L'église a subi peu de dommages durant la guerre de Cent Ans et les guerres de Religion. Dès la fin du XVIIIe siècle, des travaux d'entretien sont entrepris essentiellement à l'intérieur de l'église. En 1822, la reconstruction de la charpente du clocher est lancée, puis en 1852, c'est la reprise de la façade ouest. Une nouvelle restauration a lieu vers 1860, la sacristie est agrandie par la construction d'une annexe demi-circulaire dans le prolongement de l'abside romane.

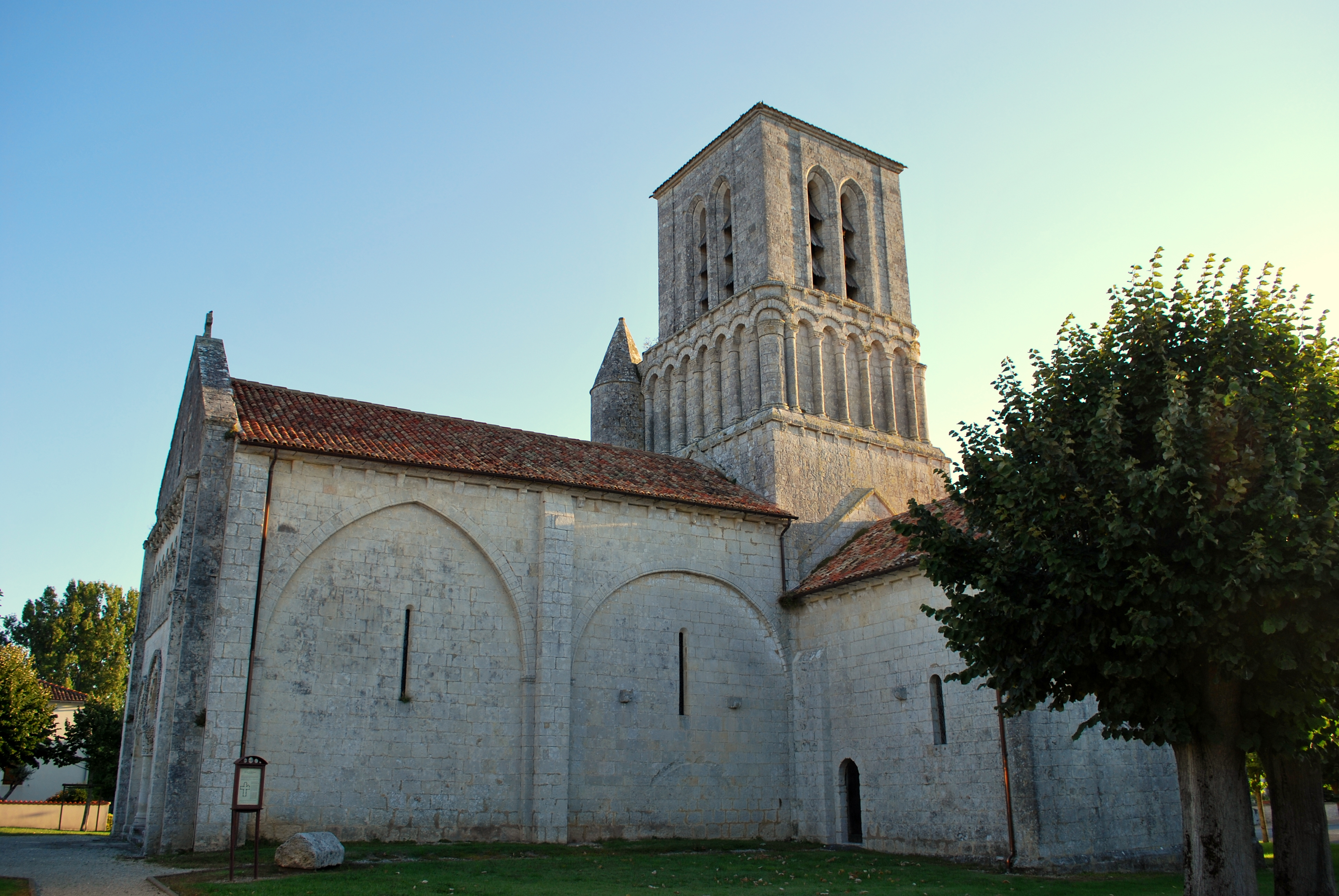
Façade sud.
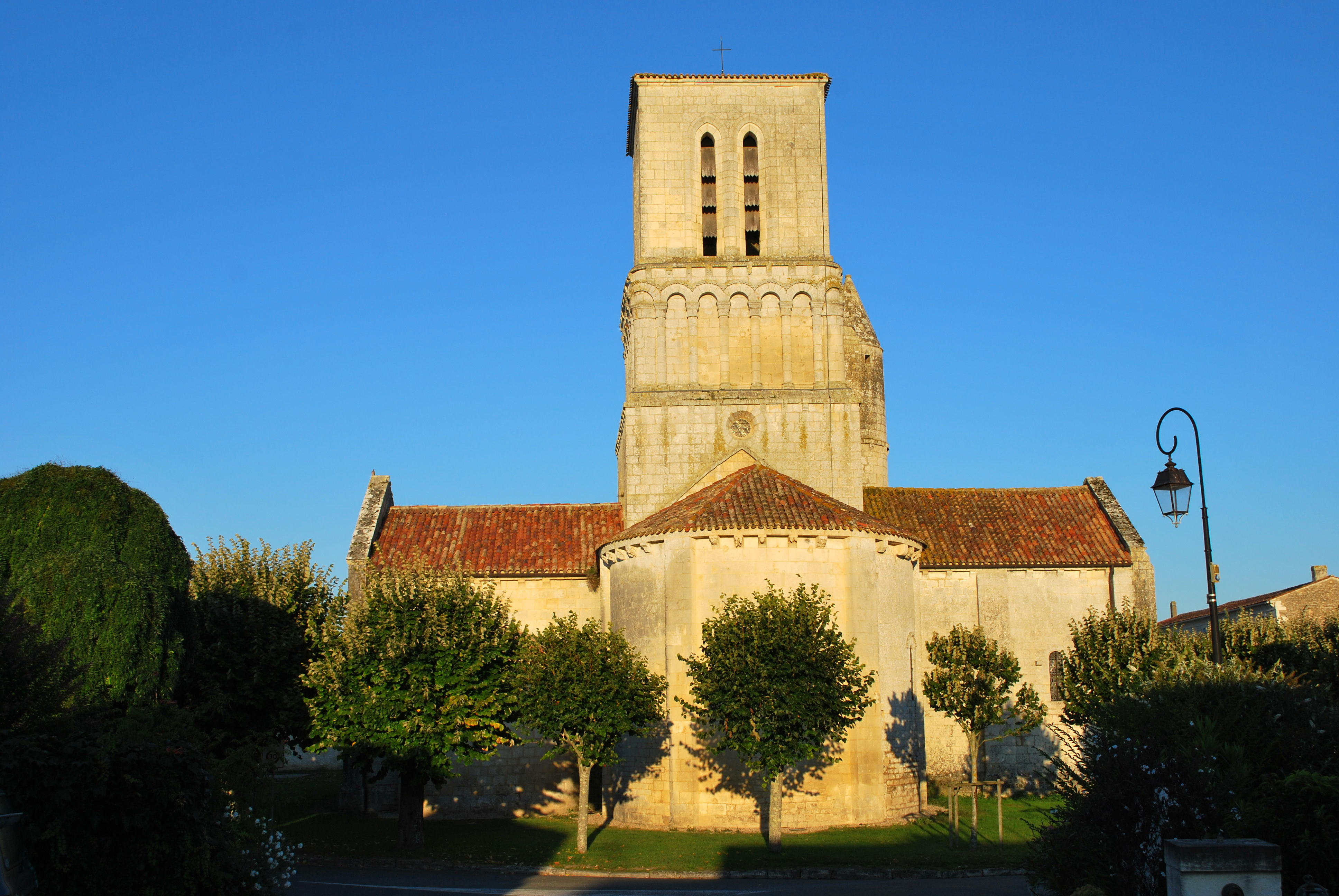
Façade orientale.
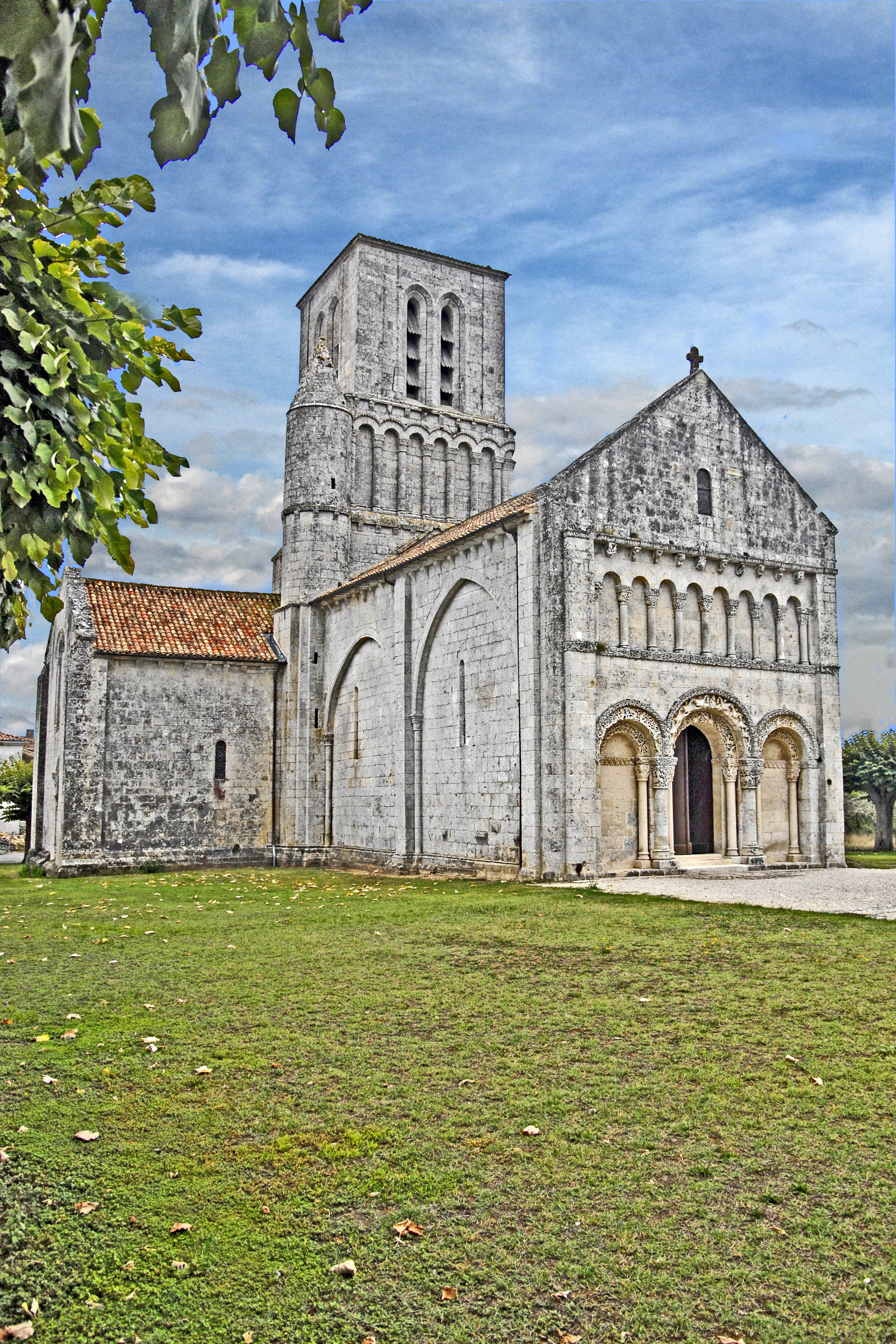
Façades nord et ouest.
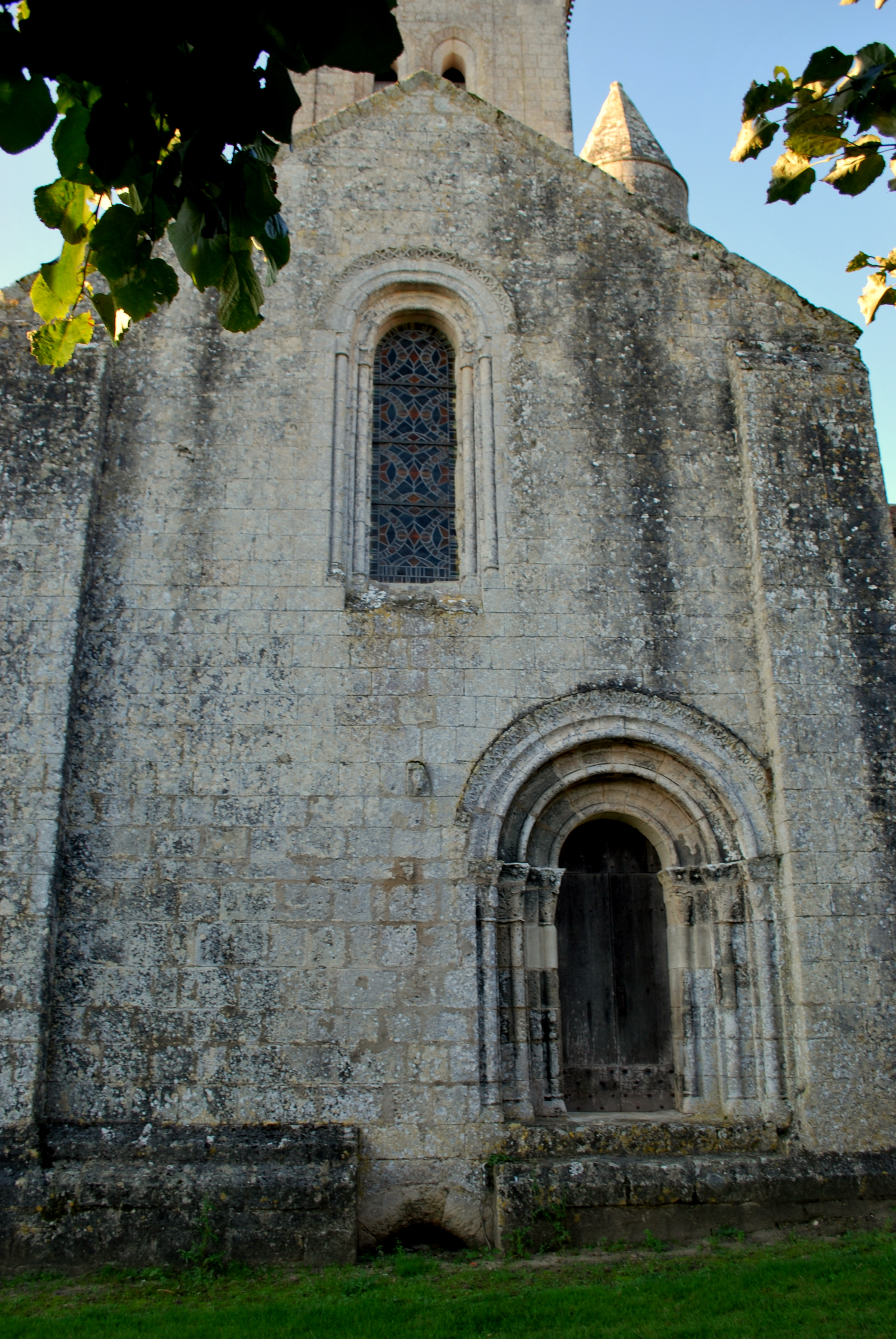
Transept nord.

À partir de 1880, une campagne de réfection des couvertures est engagée, puis un nouveau beffroi est placé dans le clocher. De 1890 à 1900, le cimetière, qui entourait l'église, est déplacé au "Fief des Rentes" et l'ancien lieu de sépulture est ainsi transformé en place publique.
À partir de 1926, la couverture du chœur est remplacée et le clocher mis hors d'eau. En 1971, le programme des travaux comprend l'assainissement des murs extérieurs, la démolition de la fausse abside et de la sacristie qui masquait l'absidiole du croisillon sud.
En 1990, c'est le remplacement de la porte principale par des vantaux en chêne avec le rejointoiement des pierres et la remise en place de la clef de l'arc, affaissée. Dans les années 2000, la municipalité fait réparer le mécanisme des deux cloches de beffroi, réaliser la mise en lumière de l'édifice et des travaux d'entretien.
L'église fait l'objet d'un classement au titre des monuments historiques depuis le 19 novembre 1910.

## La décoration de l'église
Le décor de l'église est concentré sur la façade occidentale, puis sur le clocher et finalement sur la corniche à modillons de l'abside. À l'intérieur, la nef n'a pas de chapiteaux sculptés, seulement dans le carré du transept on trouve quatre colonnes qui supportent le clocher avec un décor sculpté, mais vandalisé et deux autres sculptures au nord du carré.

### L'extérieur de l'église

#### La façade occidentale

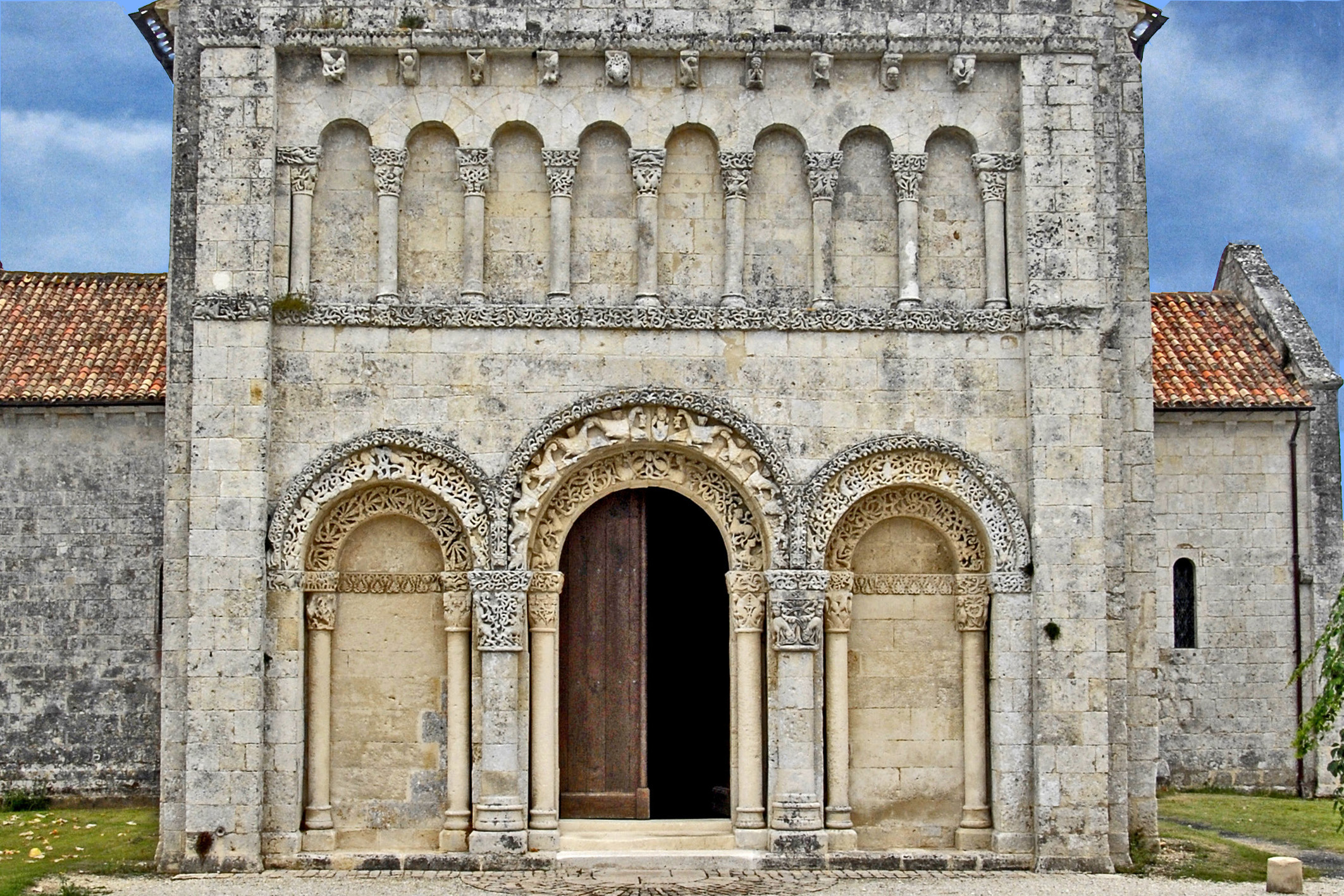

La façade occidentale est caractéristique de l'architecture romane saintongeaise : tripartite au rez-de-chaussée (une porte centrale encadrée de deux fausses portes), surmontée d'une arcature aveugle et terminée en pignon. La façade est encadrée par deux contreforts et divisée en registres horizontaux. Toute la façade est ornée de motifs totalement dénués de symbole de caractère religieux.
Le rez-de-chaussée : Le portail central est à peine plus grand que les arcades latérales. L'arcade en plein cintre de chacune des portes est formée par deux voussures portées par deux colonnes à chapiteau sculpté. Chaque archivolte est formée d'entrelacs mêlés de figures d'hommes et d'animaux.
La voussure externe du portail central s'appuie sur des hauts chapiteaux historiés reposant sur des colonnes courtes et larges contrastant avec les colonnettes voisines.
Le portail central présente sur son grand arc une suite d'oiseaux, six de chaque côté, croissant de taille depuis ceux du bas jusqu'aux plus hauts. Les deux du sommet boivent dans un vase que leur présente un personnage assis occupant la clé du cintre. Ce personnage tend les bras (qui ont disparu) et tient dans chaque main un calice.
Le rouleau intérieur et ceux des arcs aveugles sont décorés de sujets humains, animaliers et végétaux entremêlés. L'ensemble de ces sculptures est daté de la période qui s'étend de 1130 à 1140.
Certains guides touristiques affirment que le personnage central est le Christ qui abreuve les douze apôtres, représentés par les douze palmipèdes. Il est impensable de représenter le Christ sans le moindre signe d'identification (nimbe, etc.). En plus, des sculptures semblables, avec des oiseaux en procession, où il est certain que les personnages ne sont pas Jésus et les apôtres sont assez fréquentes : l'église Notre-Dame d'Avy (Charente-Maritime), à deux reprises. Le personnage central, assis, bras et jambes écartés, ne porte aucun objet, mais prend les deux volatiles les plus proches par le bec et le cou. En Gironde, on trouve des exemples semblables : les églises de Gabarnac, Haux, Saint-Martin-de-Sescas, Sainte-Croix-du-Mont. Comme remarque Eygun, aucun sens religieux n'apparaît.
Les chapiteaux du rez-de-chaussée : Parmi les huit chapiteaux, seulement deux sont authentiquement romans : celui au nord, qui est trop dégradé pour être interprété, et le grand chapiteau, à gauche de la porte centrale. Les six autres chapiteaux sont des pastiches du XIXe siècle datant de la restauration de 1860.
Sur chacune des petites faces de la corbeille on voit un homme sur le dos d'un lion. La face principale et le tailloir du chapiteau foisonnent avec des rinceaux et lianes qui couvrent tout l'espace disponible.
Les hommes, dont la tête et une partie du corps ont été martelés, portent une tunique courte. Chacun a plongé sa main droite dans la gueule de sa monture, tandis qu'avec la main gauche il a saisi une tige ou liane qui se trouve sur la face principale.
Les lions, avec une belle crinière, ont une patte antérieure levée dans un style héraldique ; la queue est dressée, et, dans une série de volutes, retourne entre ses pattes postérieures pour se confondre avec les rinceaux.
Le sens symbolique de la représentation est un classique de l'art roman des XIe et XIIe siècles : le pécheur qui ne résiste pas à la tentation de s'approcher des bêtes et des choses terrestres. Pour plus d'information, voir le livre de C. Bougoux.
La mise en garde contre les tentations des instincts 'animaux' de l'Homme est un thème commun à toutes les sculptures romanes de l'église : les modillons de la façade et de l'abside et tous les chapiteaux de l'arcade du deuxième niveau de la façade aussi. Ce qui laisse supposer que les six chapiteaux manquants étaient également investis avec le même thème.
Le deuxième niveau : est occupé par une arcature aveugle enserrée entre les contreforts. Cette arcade, de huit arcs en plein-cintre, est ponctuée par neuf colonnettes portant des chapiteaux historiés. Au-dessus, la corniche est posée sur dix modillons. Cinq d'entre eux, les plus altérés par le temps, sont authentiquement romans, les autres sont issus de la restauration de 1860. Les modillons romans sont : No 1, No 4, No 5, No 8 et No 10. Ils représentent tous une mise en garde contre les péchés, et en particulier contre la luxure.

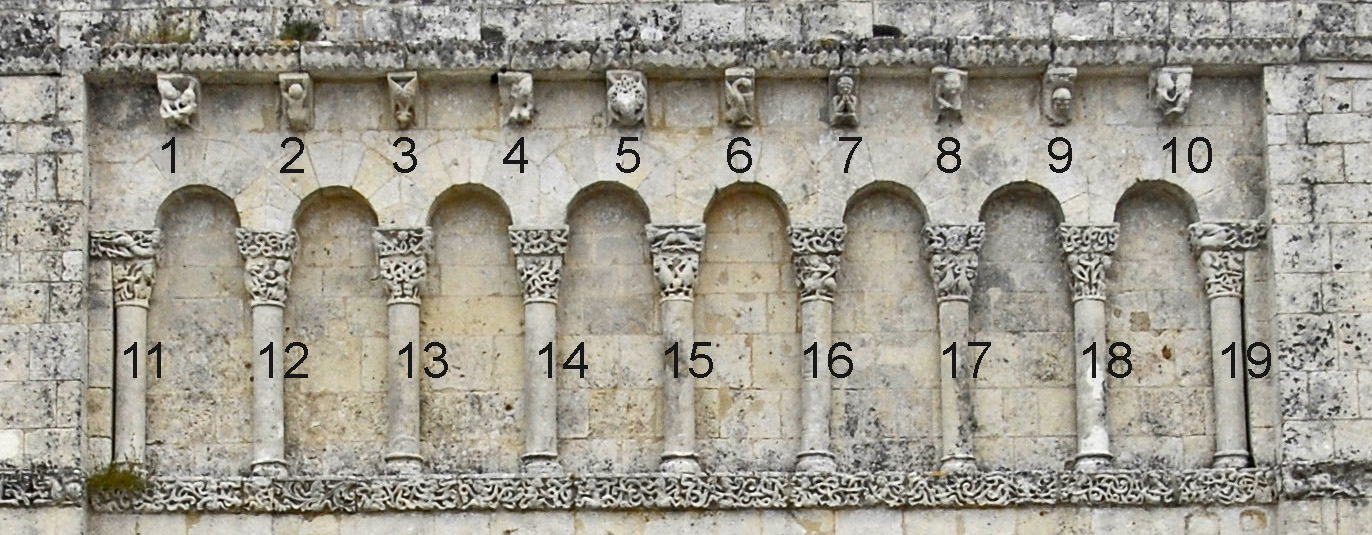
Le deuxième niveau de la façade.

- No 1 et No 10 : L'homme porte sur ses genoux une femme qui est en train de manger un fruit (une pomme ?) et sur le No 10, le couple, apparemment nu, se tient enlacé, les jambes de l'un autour des cuisses de l'autre. Ces deux représentations de mise en garde contre la fornication sont assez fréquentes dans les églises romanes du Sud-ouest.
- No 4 : est très dégradé. On voit seulement un homme assis et il est difficile de dire plus.
- No 5 : On voit la tête et le buste d'un personnage avec une chevelure faite de rinceaux. Ce modillon central de la corniche semble être unique pour cette représentation. Certes, le modillon participe au festin de rinceau qui orne les sculptures de la façade, mais Eygun[3] se pose la question de son ancienneté.
- No 8 : est probablement un musicien, car on peut voir qu'il tient dans sa bouche et entre ses mains une forme cylindrique qui peut-être une trompette ou un pipeau. Les musiciens, acrobates et 'historiens' étaient des professions maudites par l'Église, car propices à induire dans la population des idées qui amènent vers les péchés capitaux. On trouve des représentations souvent associées avec les êtres maléfiques.

Les modillons romans
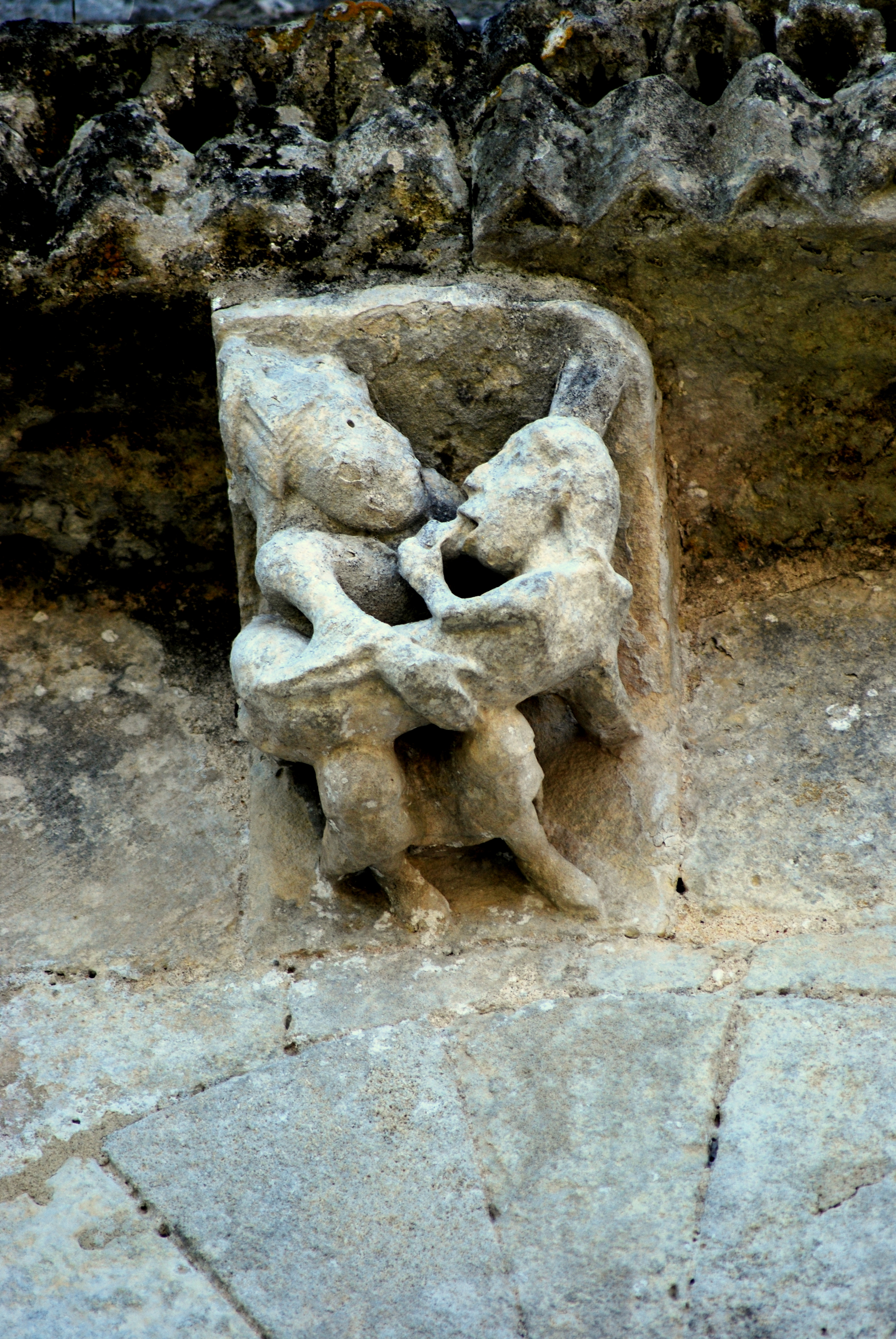
N° 1.
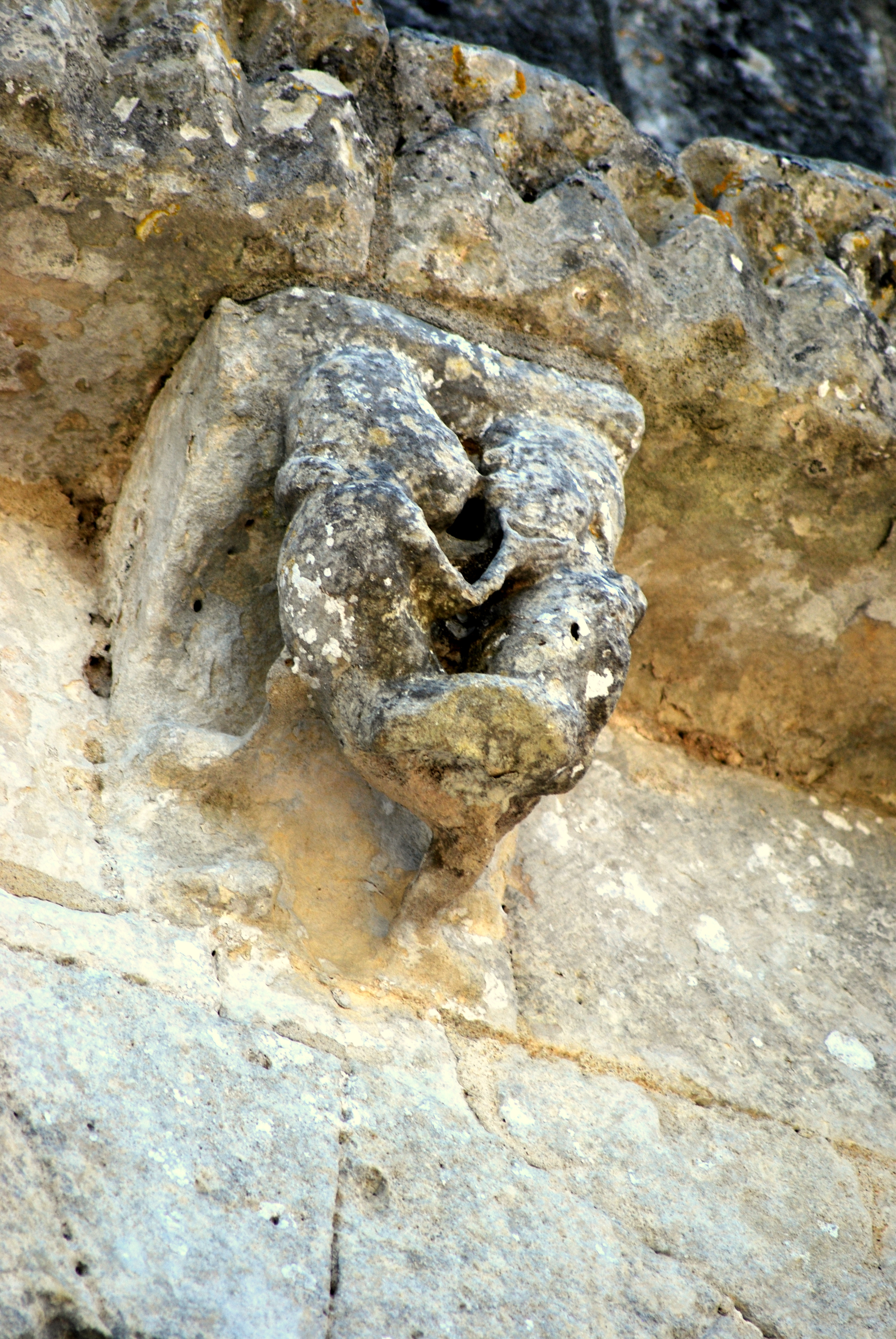
N° 10.
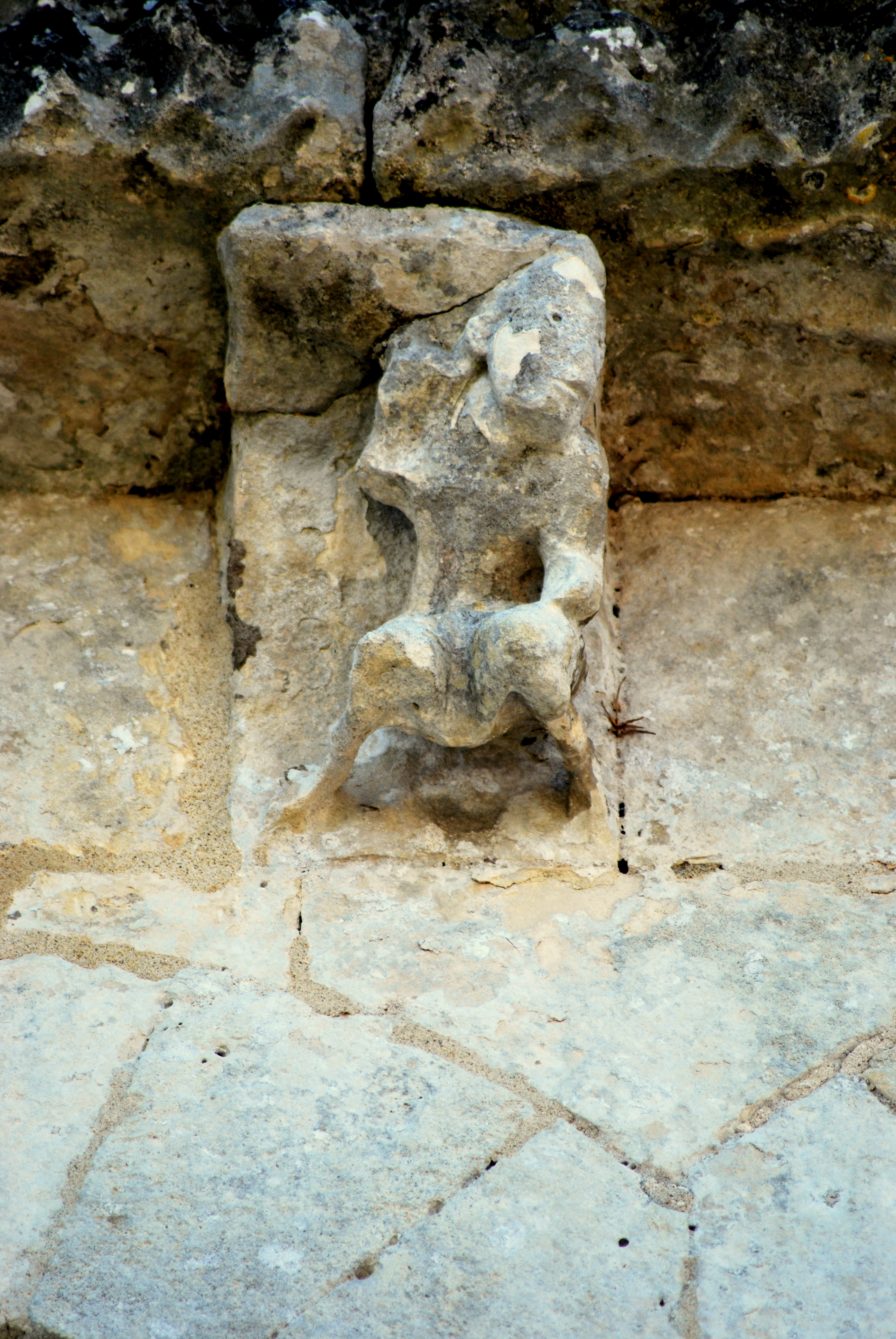
N° 4.
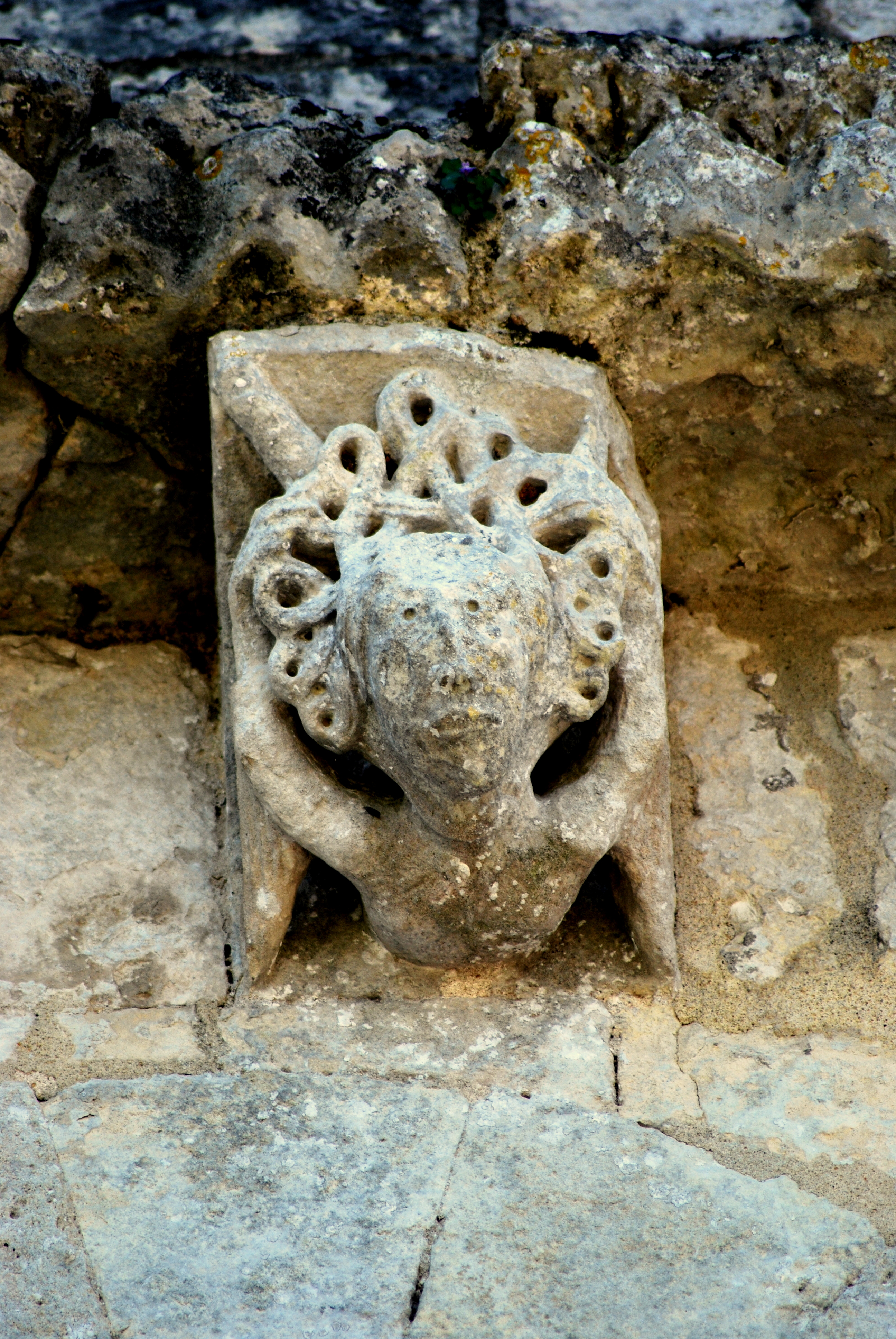
N° 5.
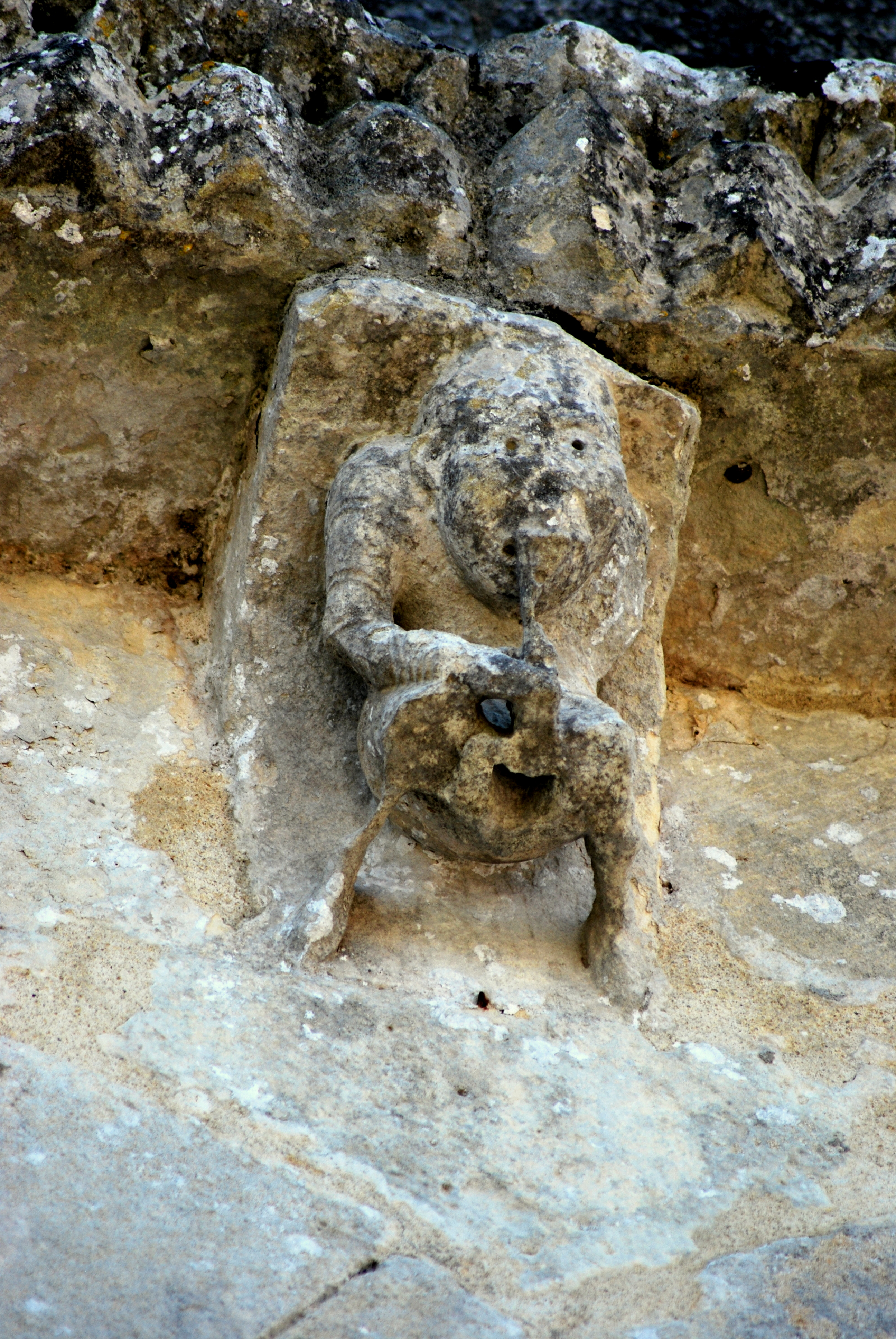
N° 8.

Les modillons de 1860
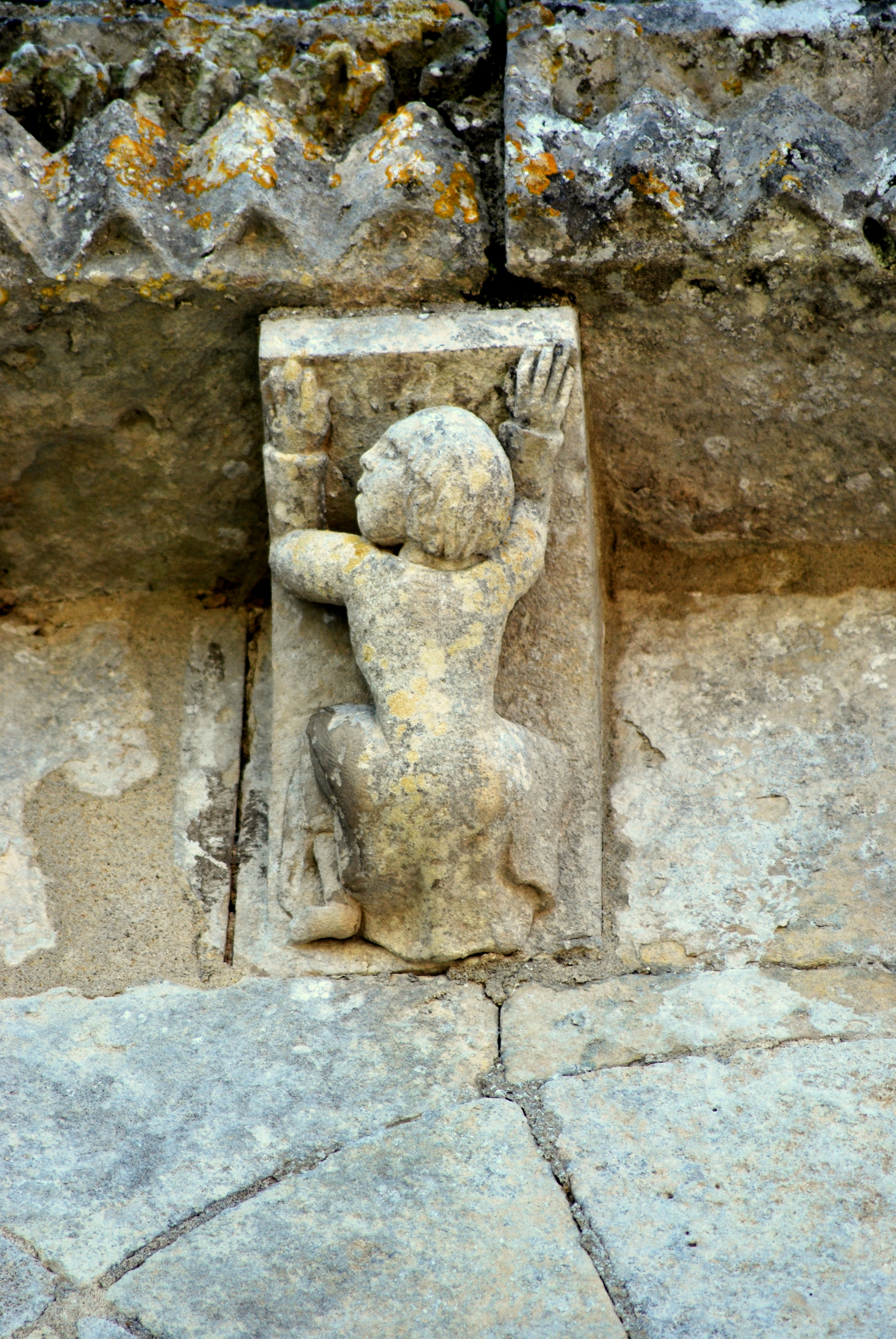
N° 2.
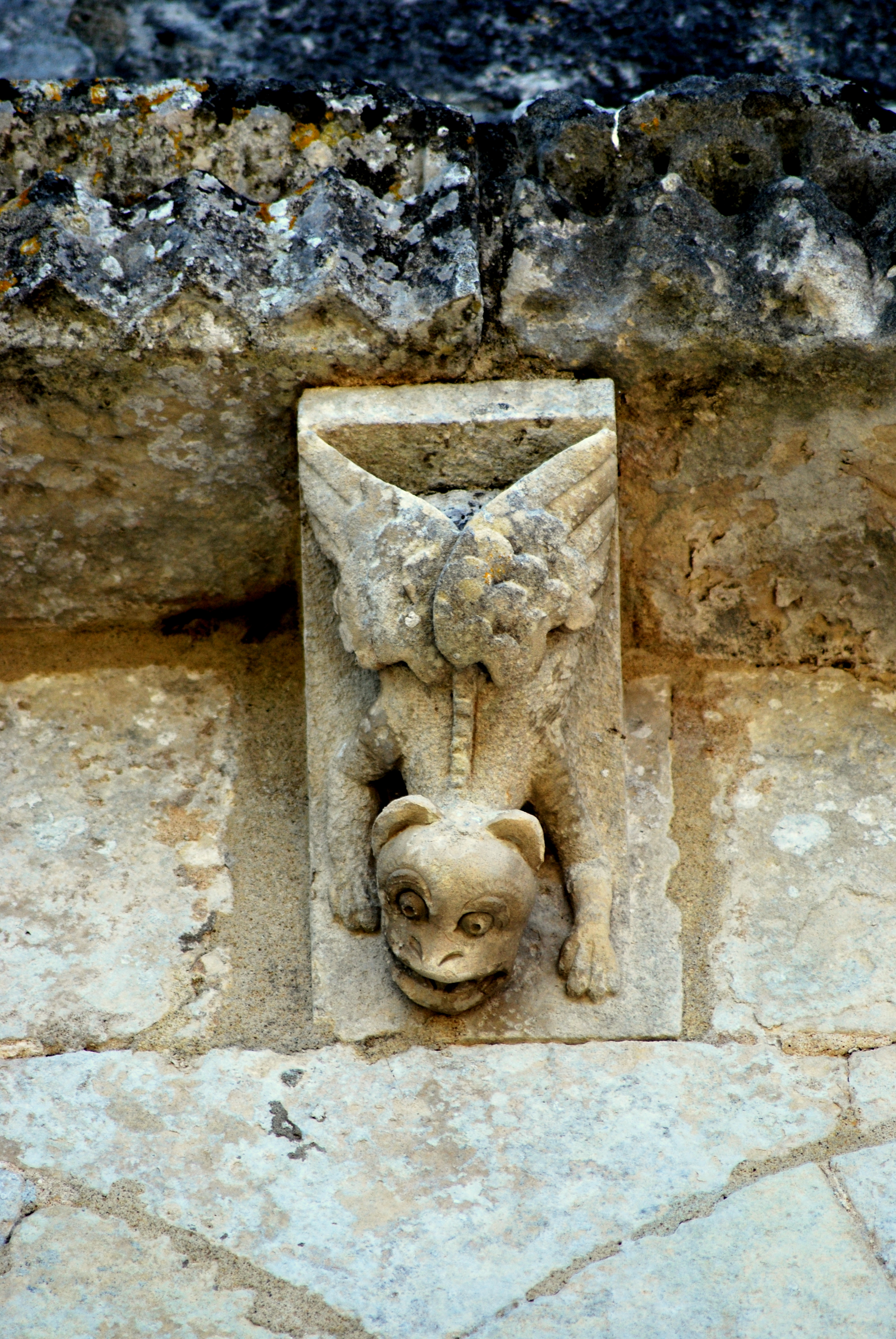
N° 3.
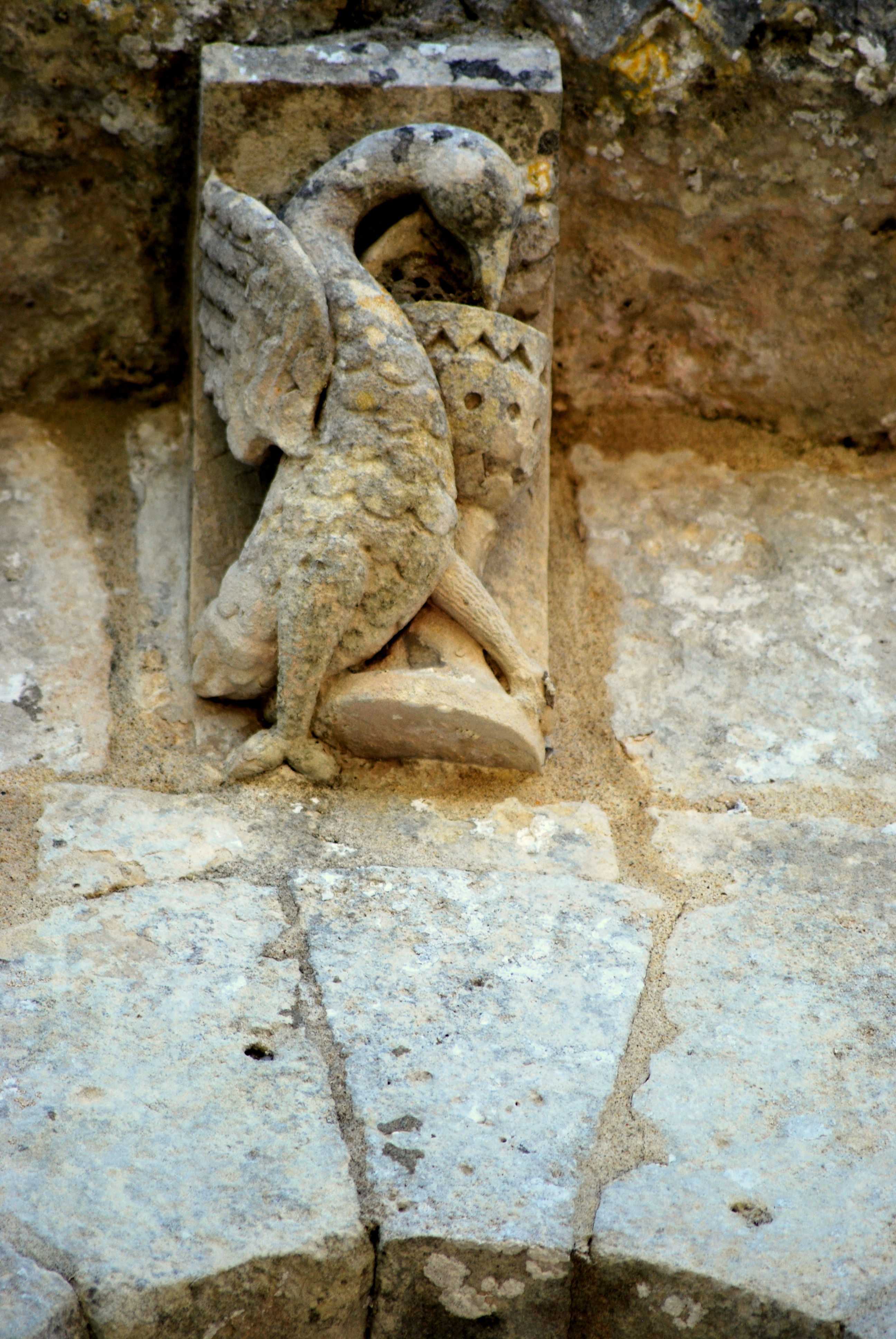
N° 6.
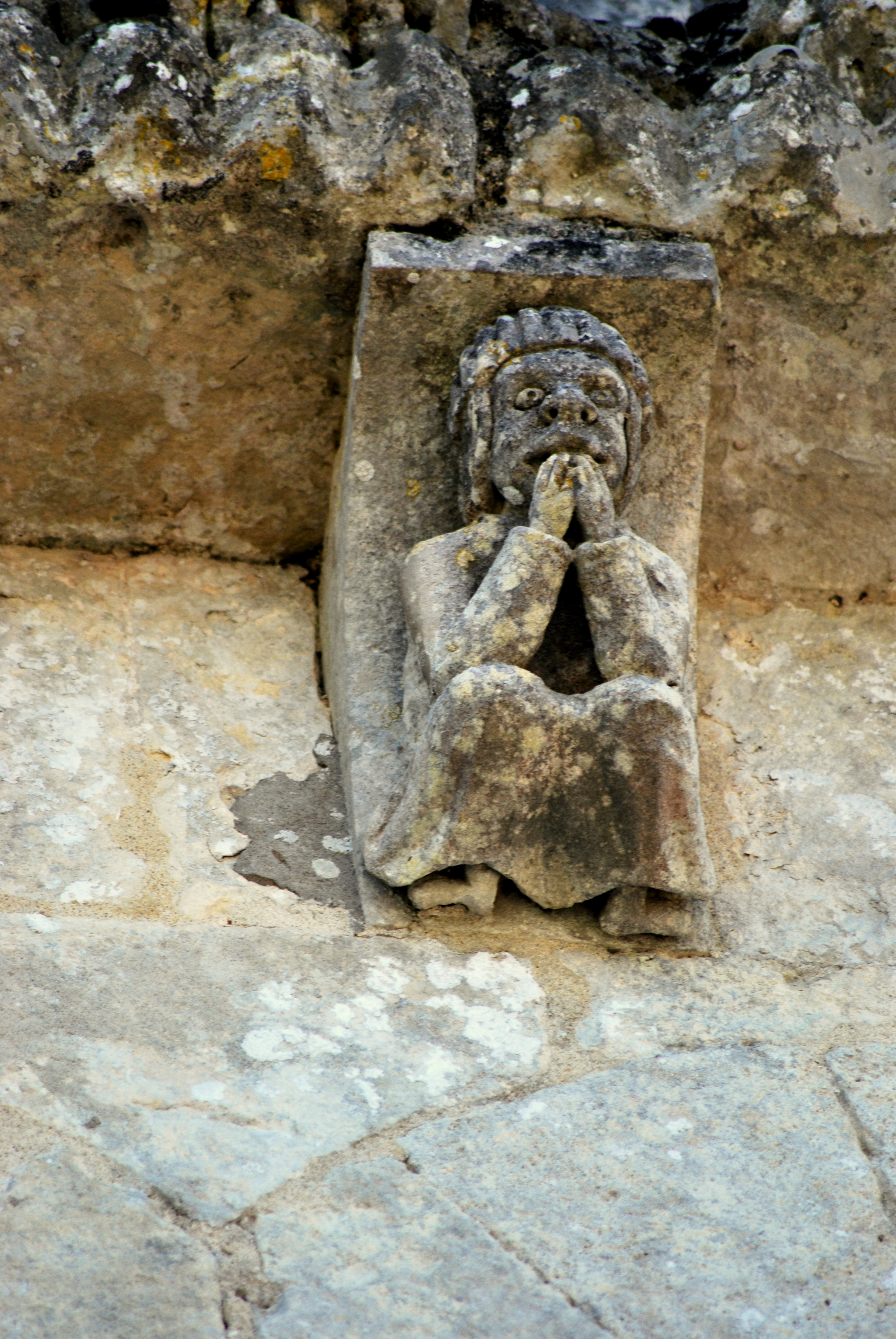
N° 7.
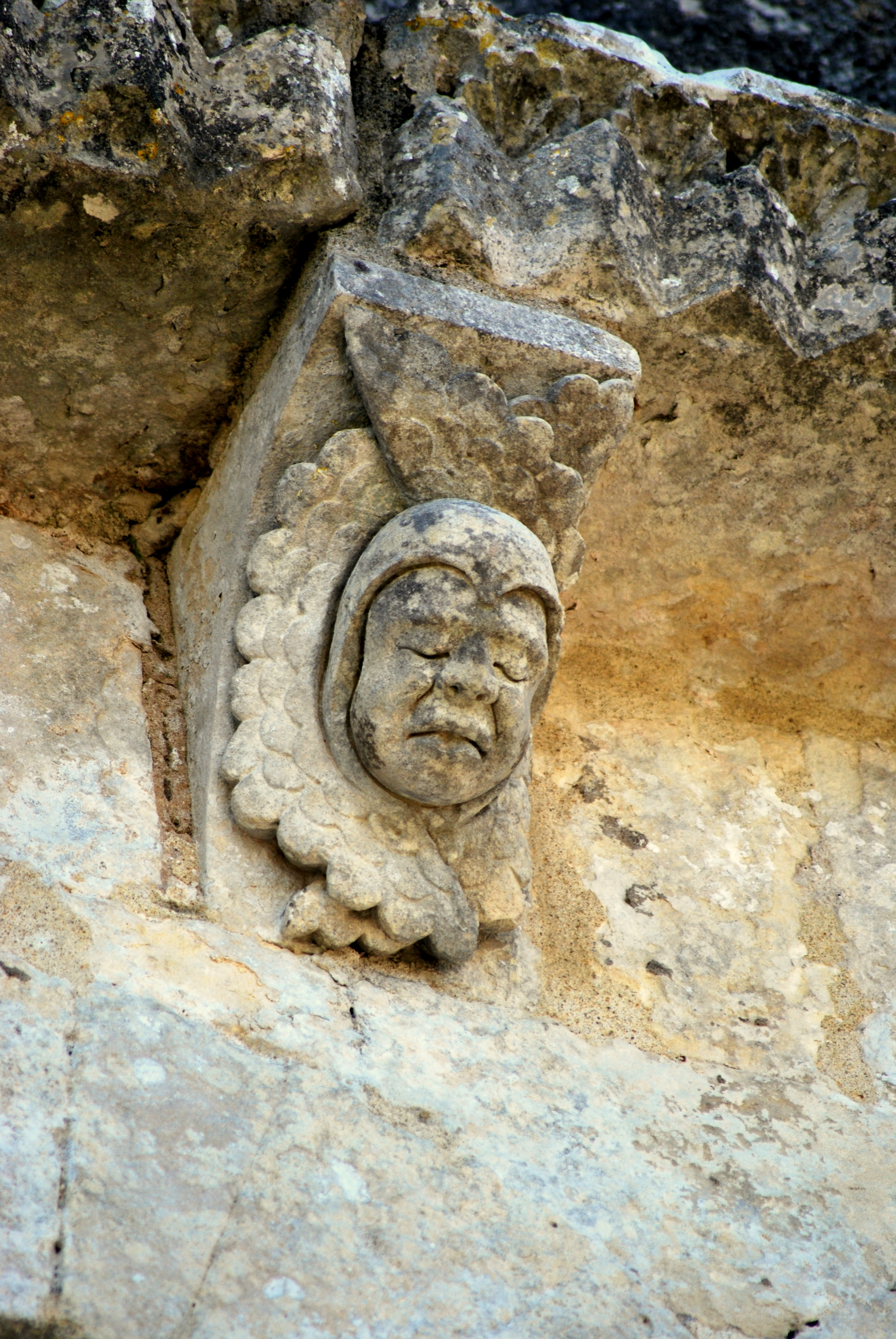
N° 9.

Les chapiteaux de l'arcade
Toutes les sculptures ont un thème commun : Celui de la 'Nature' qui tente l'homme et qui emprisonne celui qui succombe. On voit des lianes qui entourent des hommes ; des hommes qui s'approchent de la bête, en mettant leur main dans la gueule ; des êtres maléfiques qui crachent des rinceaux qui ligoteront l'homme imprudent.
- No 11 : On trouve un diable à queue de lion sur le tailloir, enlacé par des rinceaux et sur l'angle de la corbeille, un homme assis parmi les volutes végétales. Il a plongé chacune de ses mains dans la gueule d'une bête (probablement un lion).
- No 12 : Un homme en tunique courte, face à une bête féroce. Il lui tend la main.
- No 13 : Deux félins occupent la corbeille et, sur le tailloir, des masques qui crachent des rinceaux.
- No 14 : Sur les deux angles de la corbeille, des masques maléfiques crachant des rinceaux qui forment un entrelacs.

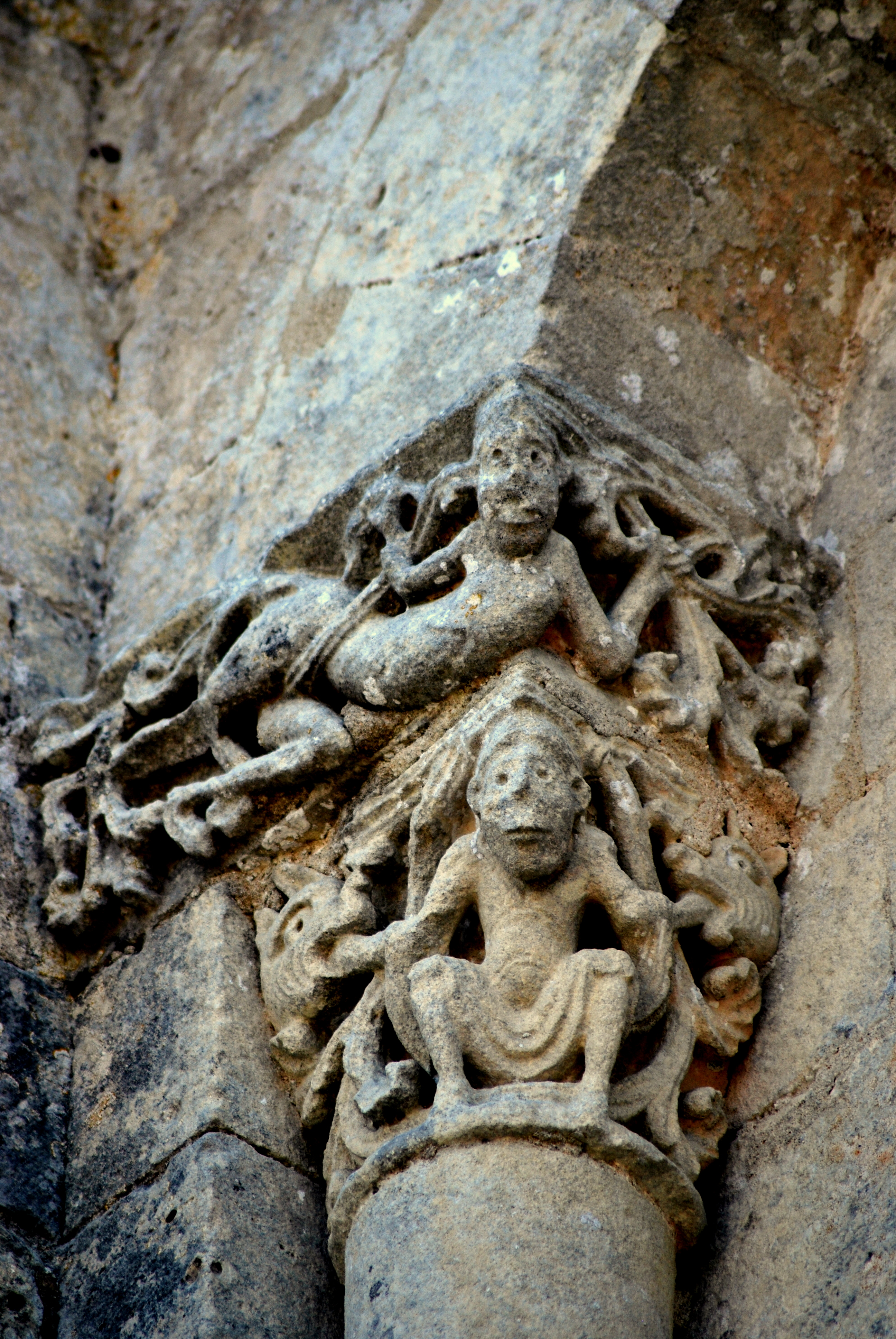
N° 11.
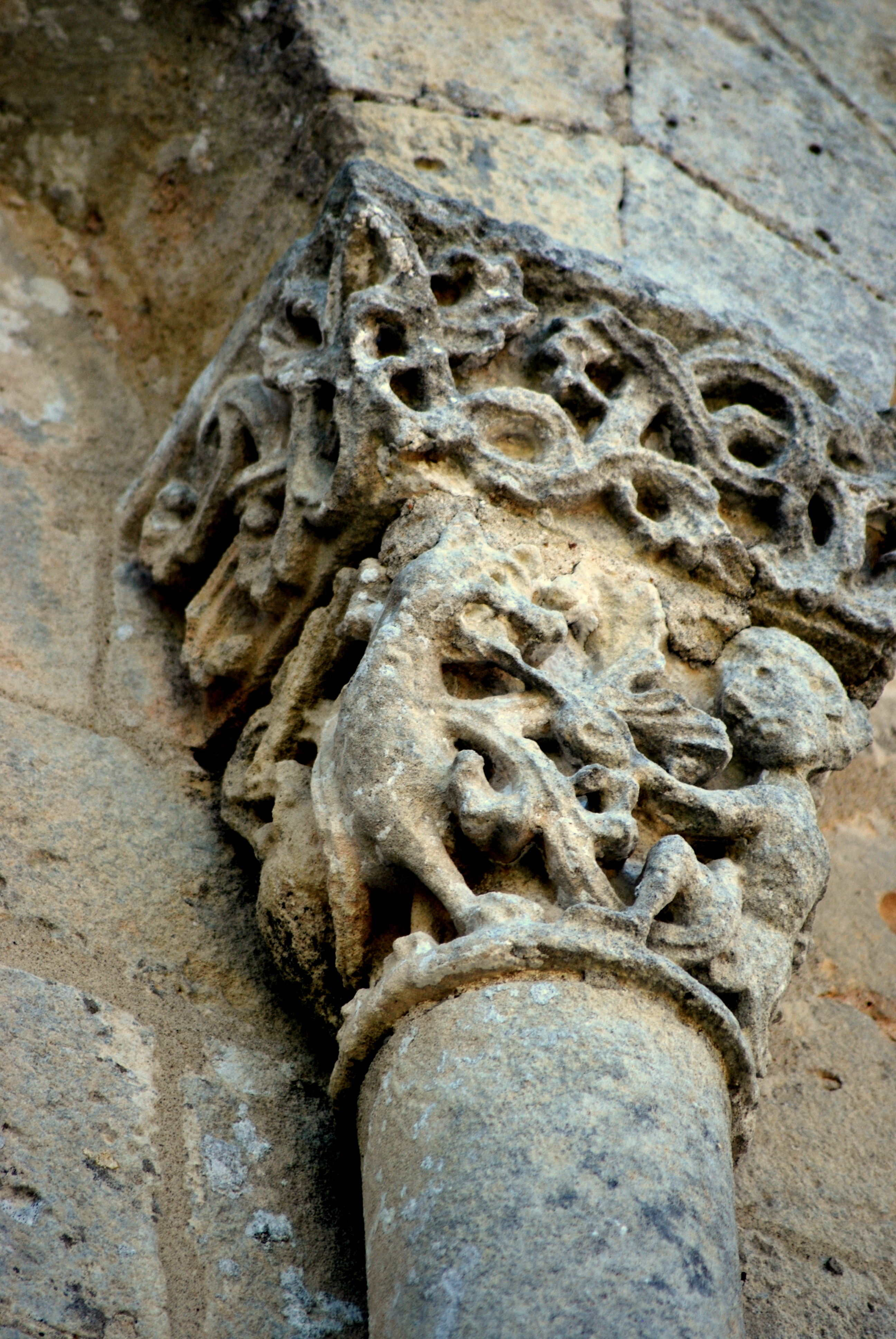
N° 12.
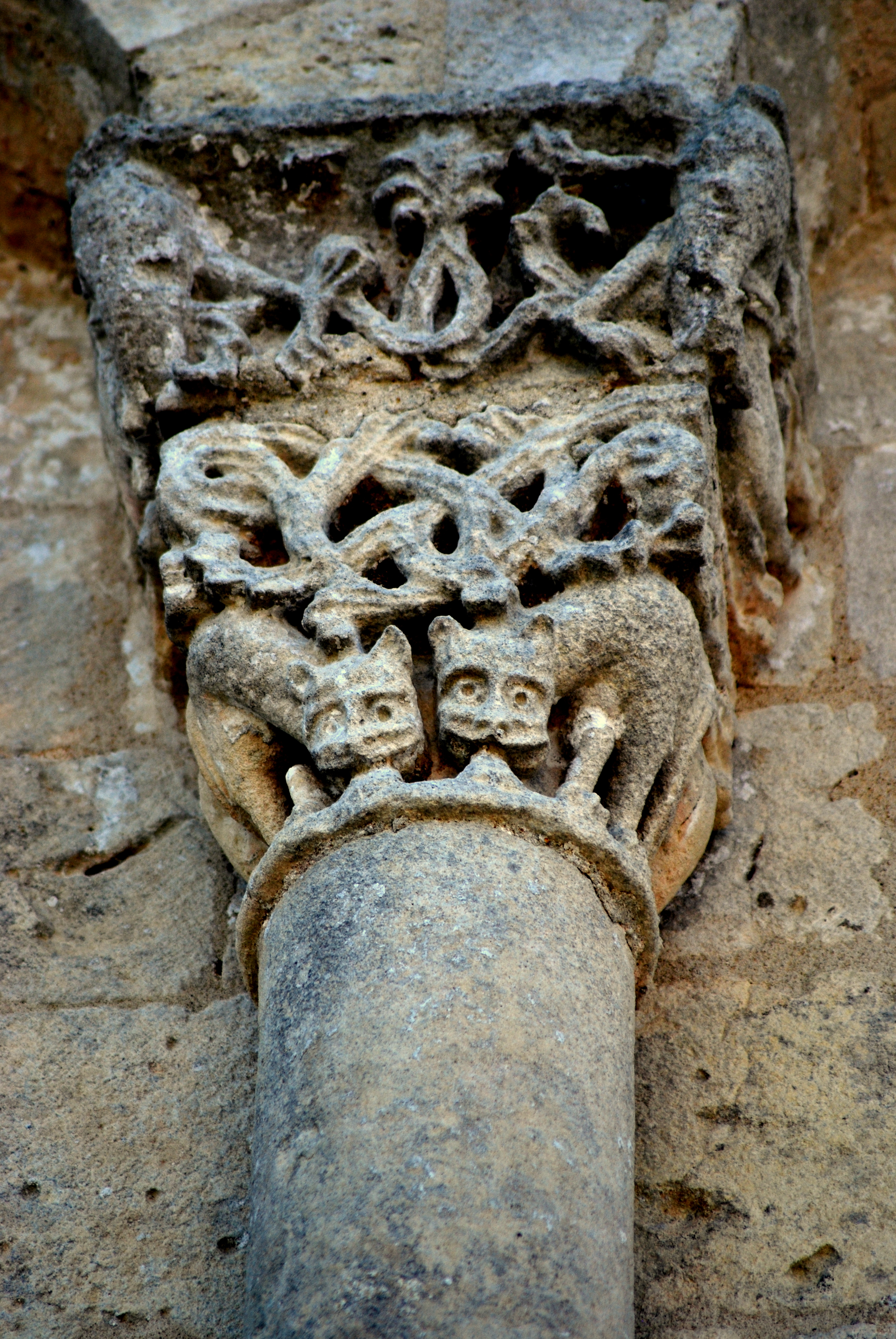
N° 13.
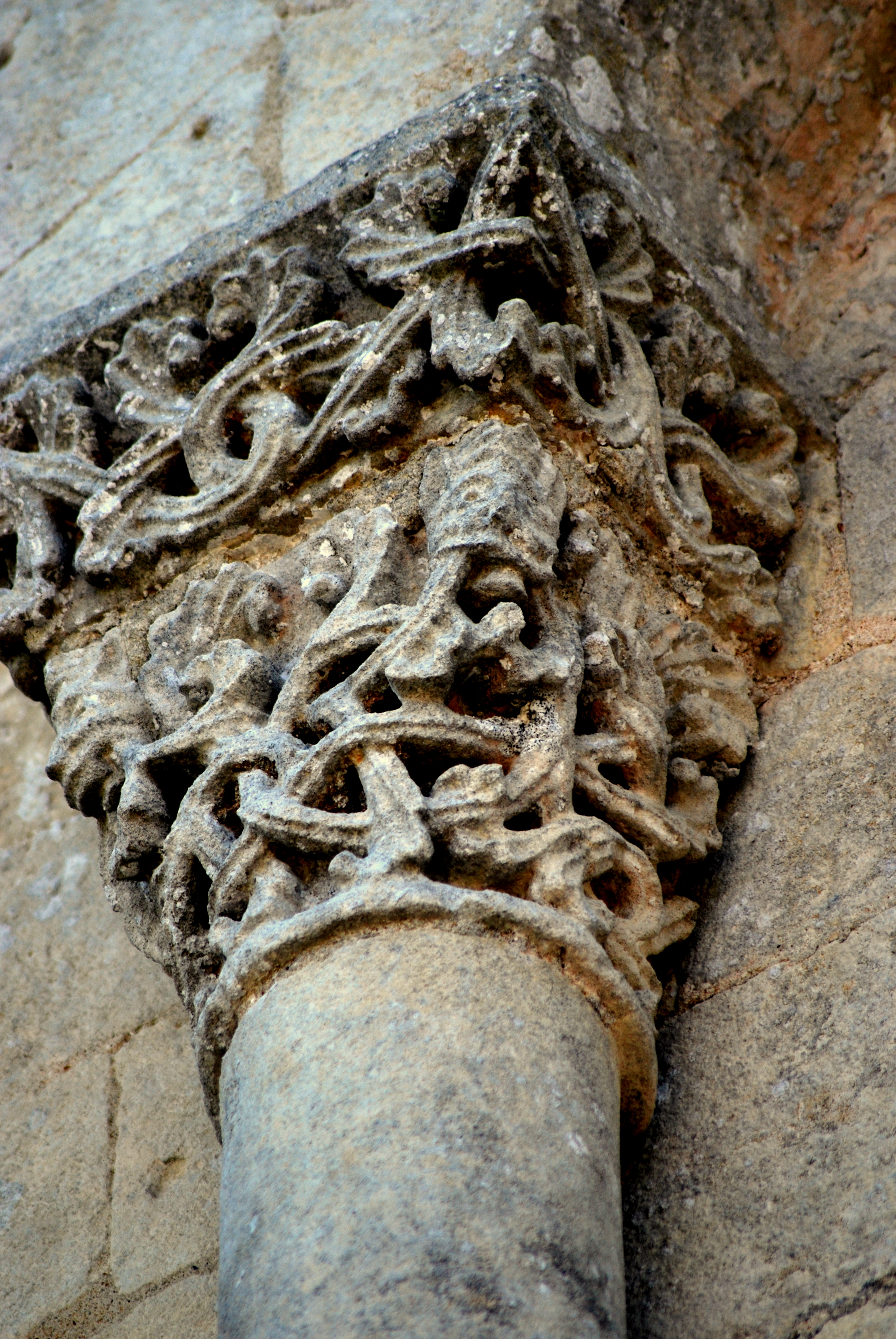
N° 14.

- No 15 : Sur le tailloir deux hommes accroupis, fesses contre fesses, crachent des rinceaux. Sur la corbeille, deux lions affrontés, la tête détournée. Leurs queues sont rentrées, puis redressées et fleurdelisées.
- No 16 : Sur la face principale un centaure, bandant son arc, est entouré de deux grands oiseaux qui lui picorent l'oreille.
- No 17 : Deux oiseaux sont affrontés, la tête détournée. Ils picorent la bouche de deux masques maléfiques qui sont sur les angles de la corbeille.
- No 18 : Deux hommes, habillés en tunique, sont assis sur les angles de la corbeille.
- No 19 : Sur le tailloir un félin enchaîné dans des rinceaux et à l'angle, un homme.

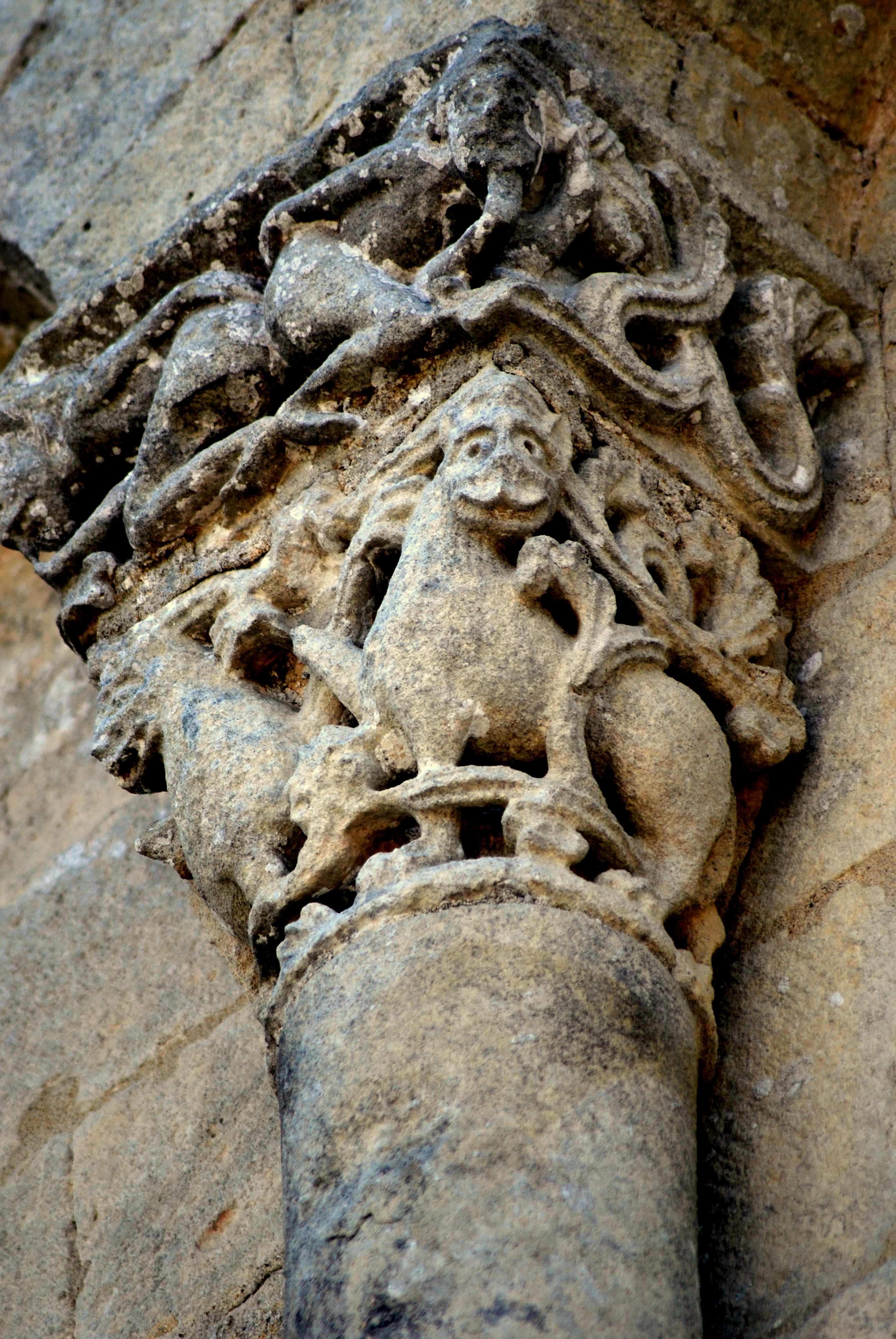
N° 15.
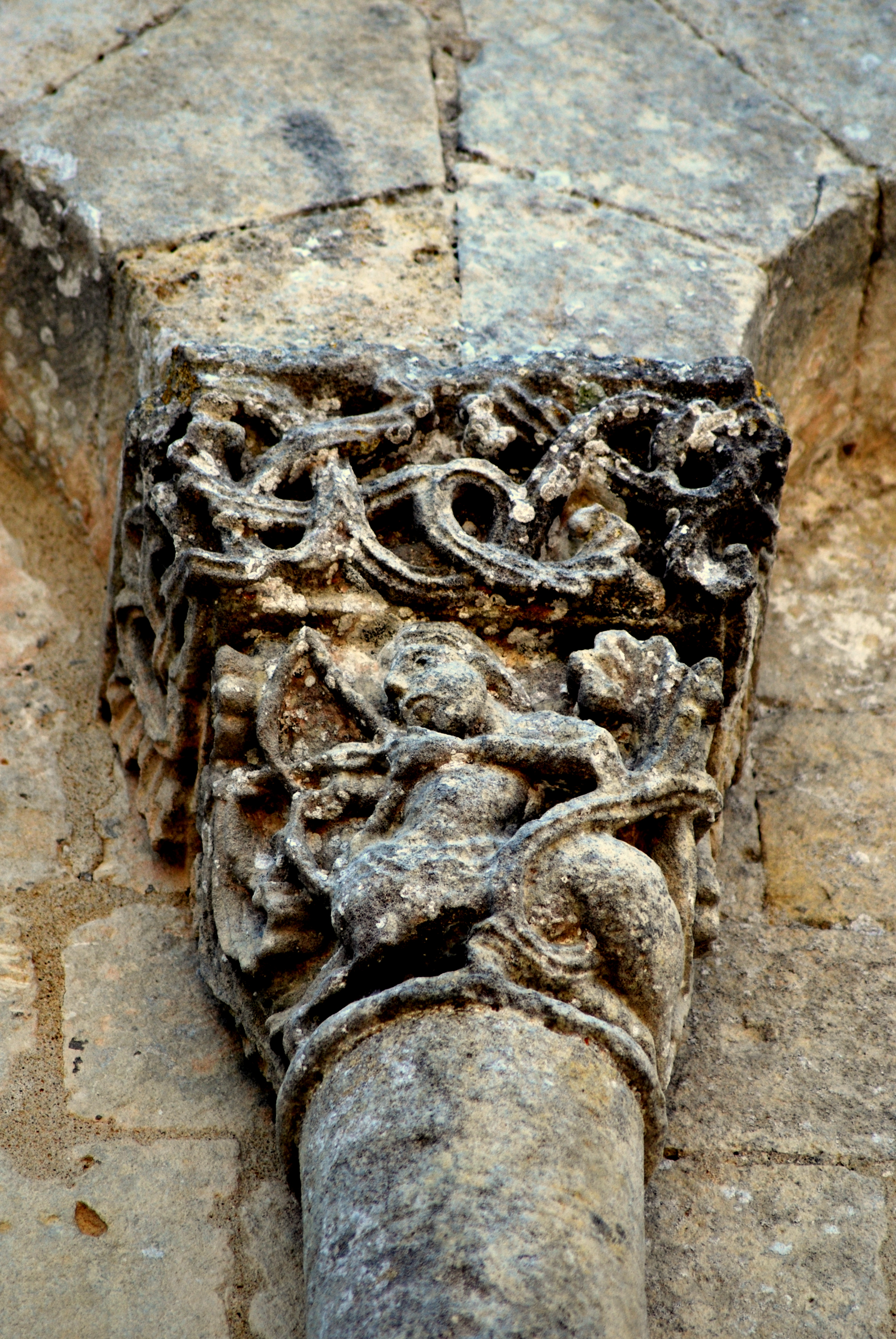
N° 16.
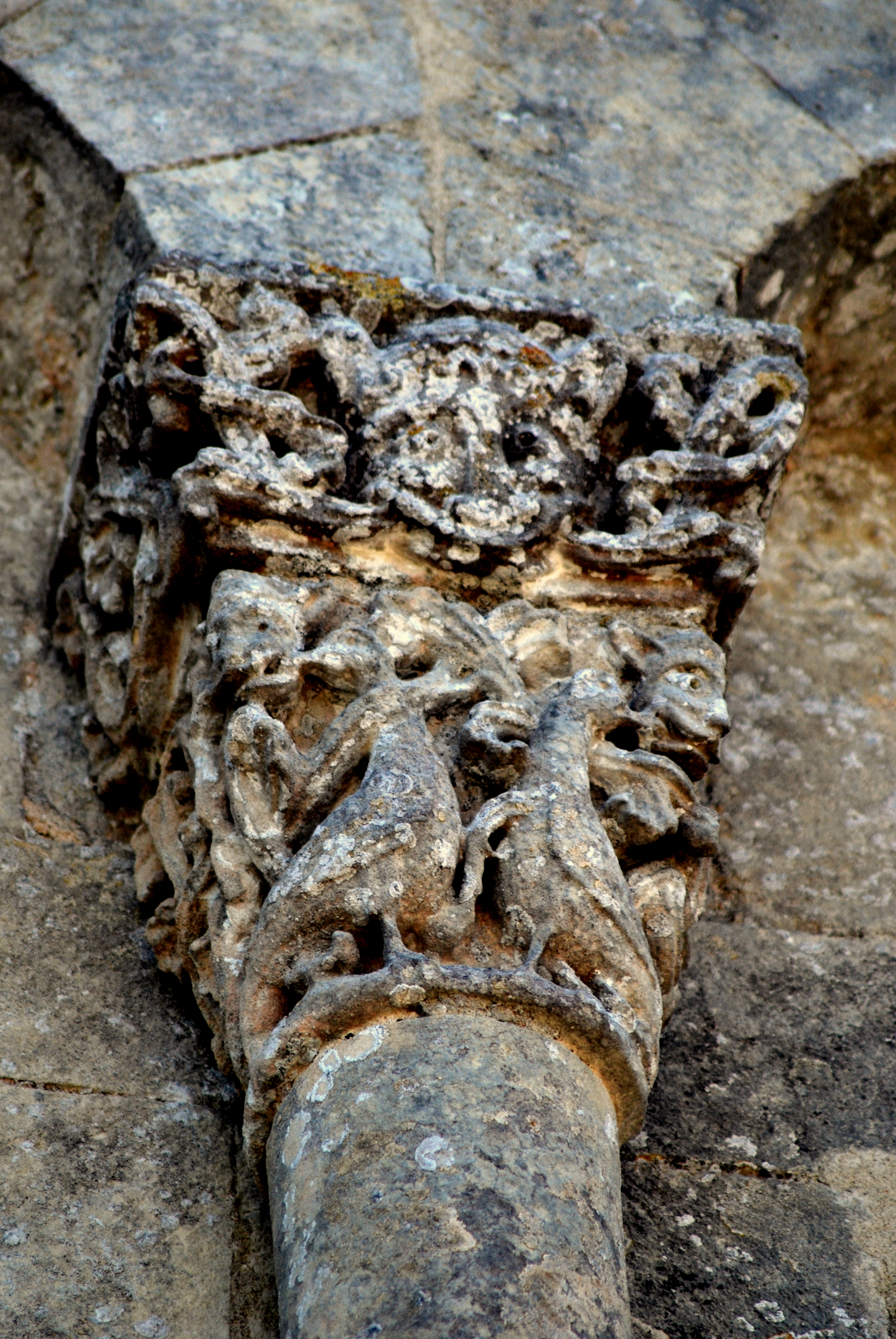
N° 17.
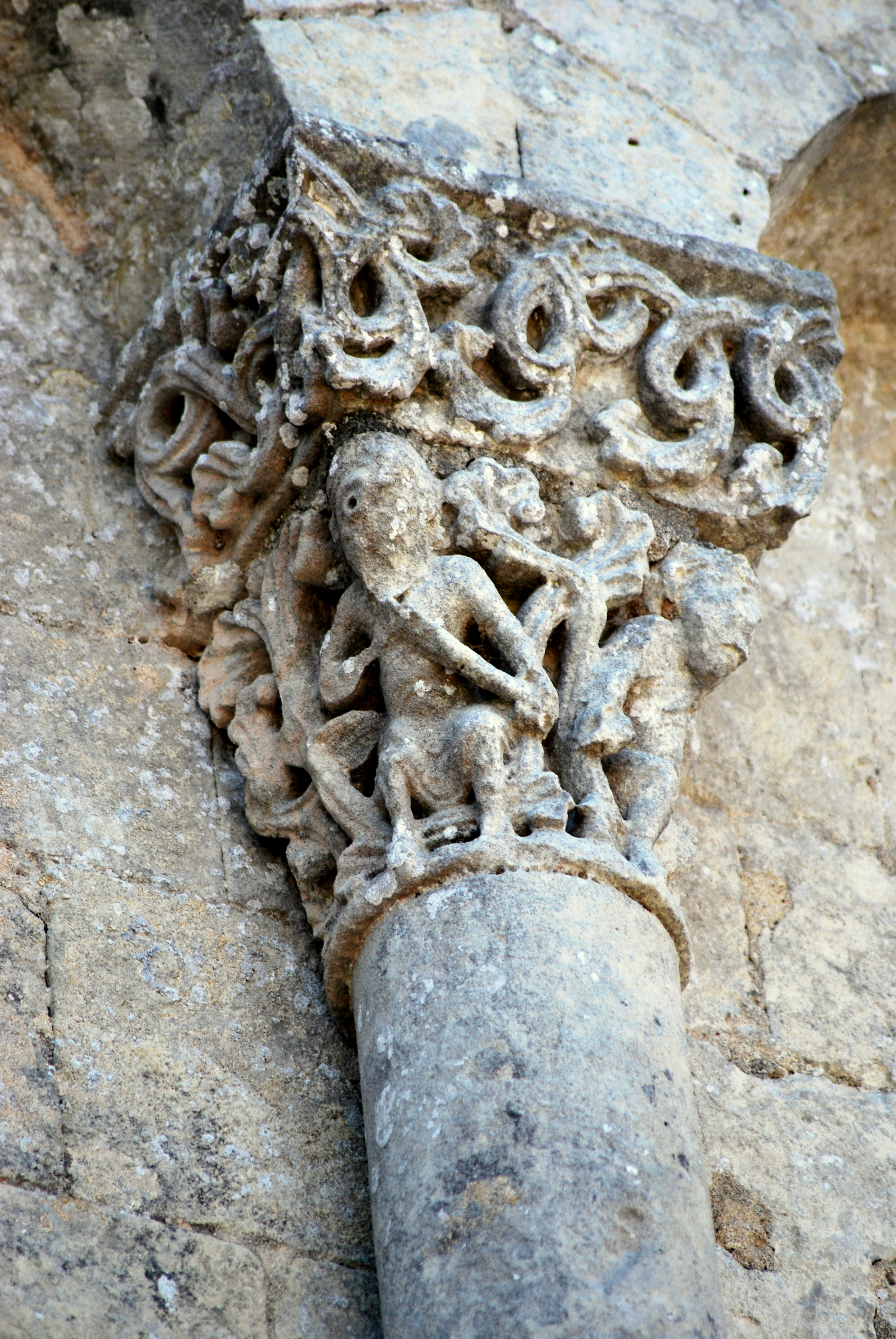
N° 18.
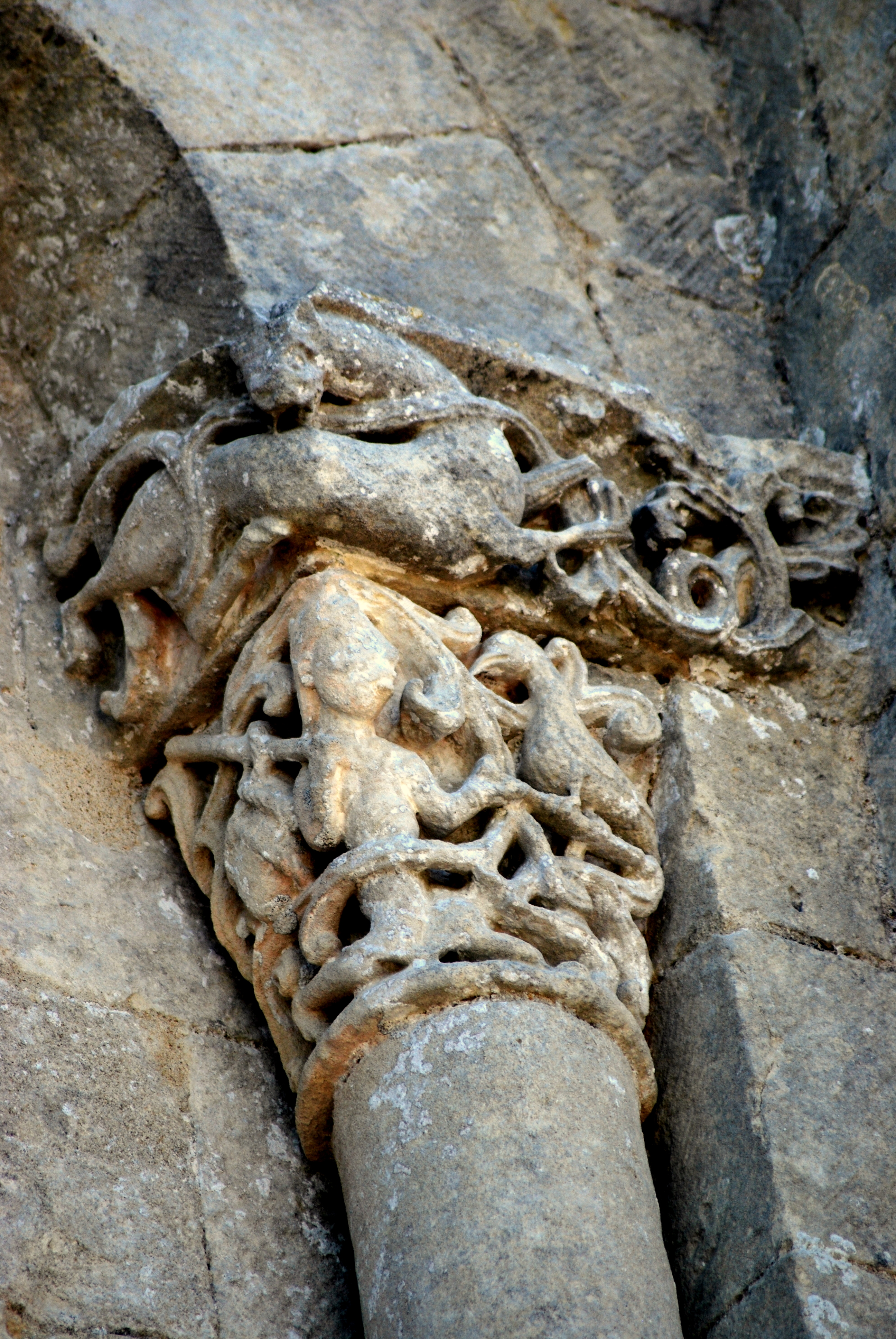
N° 19.

Le troisième niveau de la façade est un simple mur pignon percé d'une petite baie en plein-cintre, sans autre décoration.

#### L'abside
Le chevet ne présente pas l'abondance ornementale de la façade occidentale. Seulement des contreforts qui alternent avec des baies cintrée. Toutefois sa sobriété est tempérée par la présence de modillons figurés. La majorité des modillons sont romans et nous retrouvons les thèmes chers aux commanditaires des sculptures : les mises en garde contre les péchés capitaux et en particulier la Luxure et l'Orgueil ou la Vanité. Pour plus de détails sur les sens symboliques voir l'Iconographie des modillons romans et les livres de C. Bougoux,.

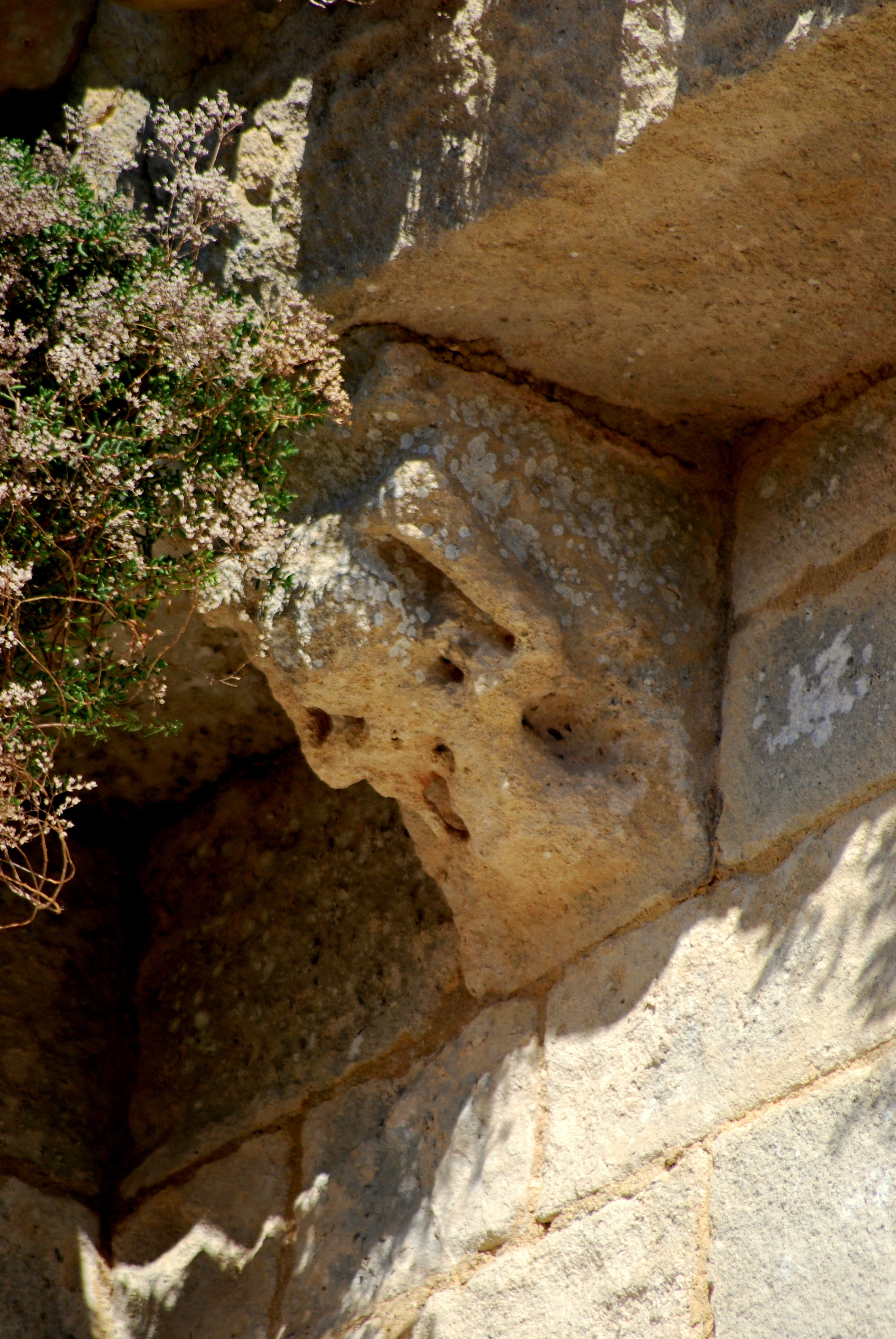
N° 1.
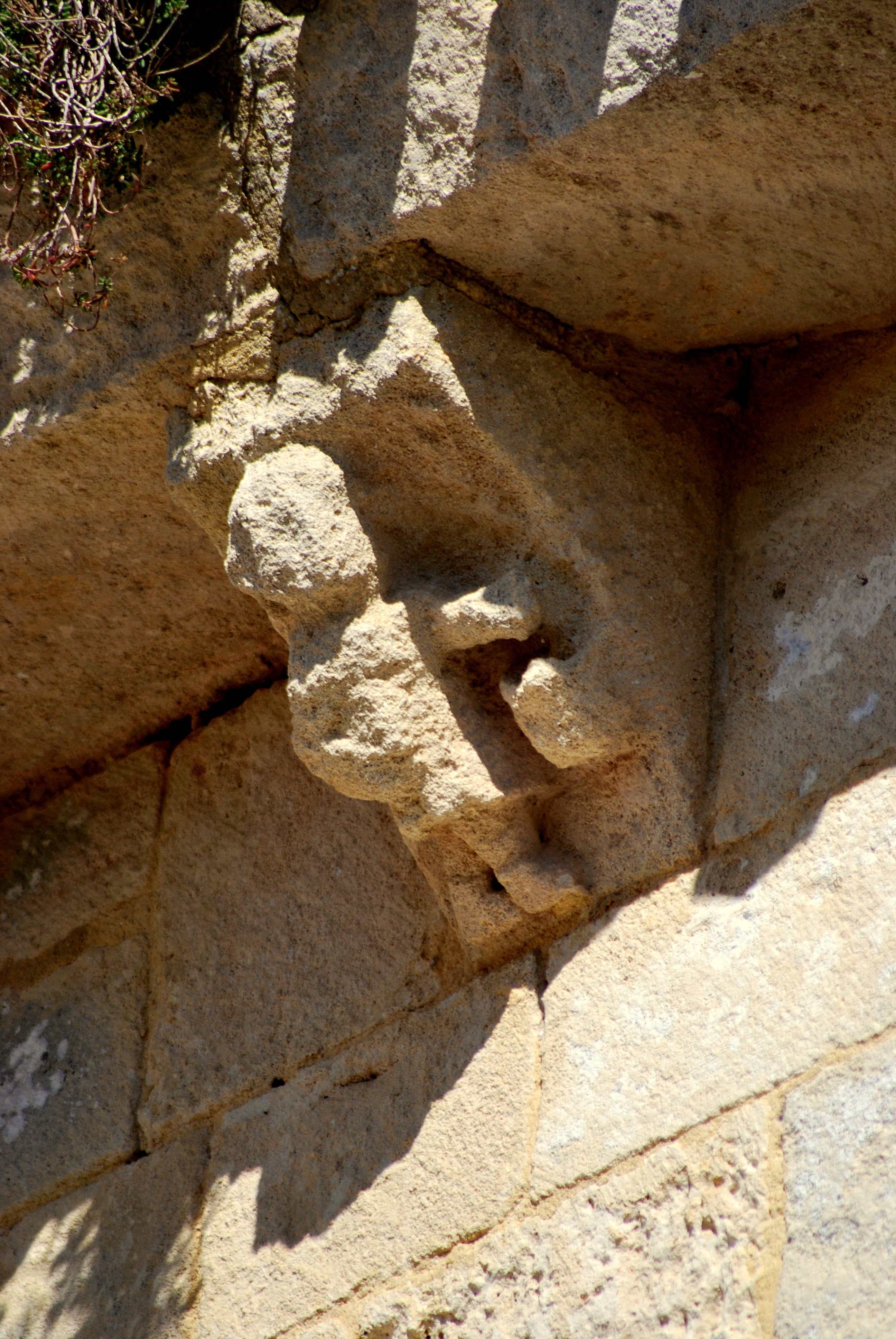
N° 2.
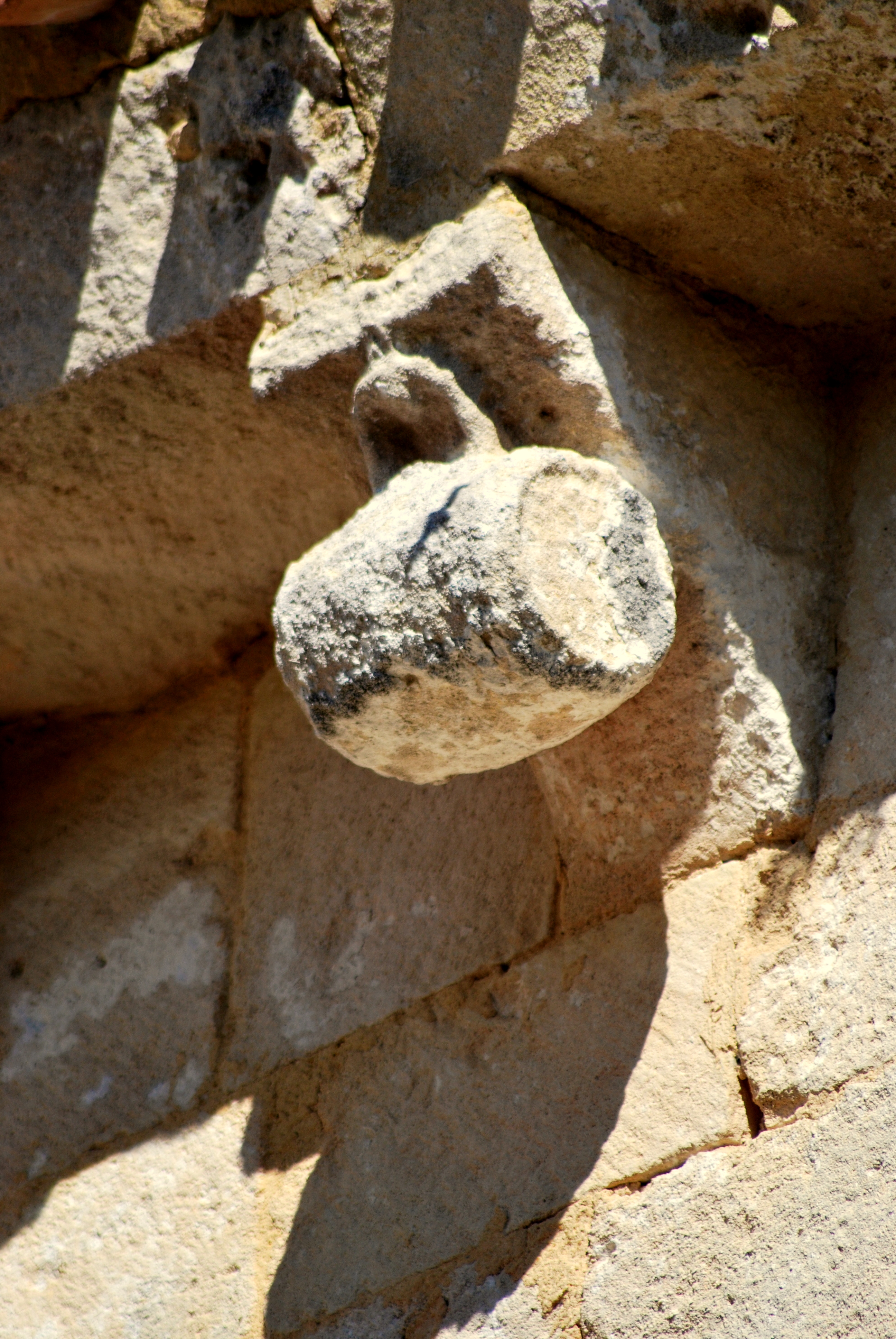
N° 3.
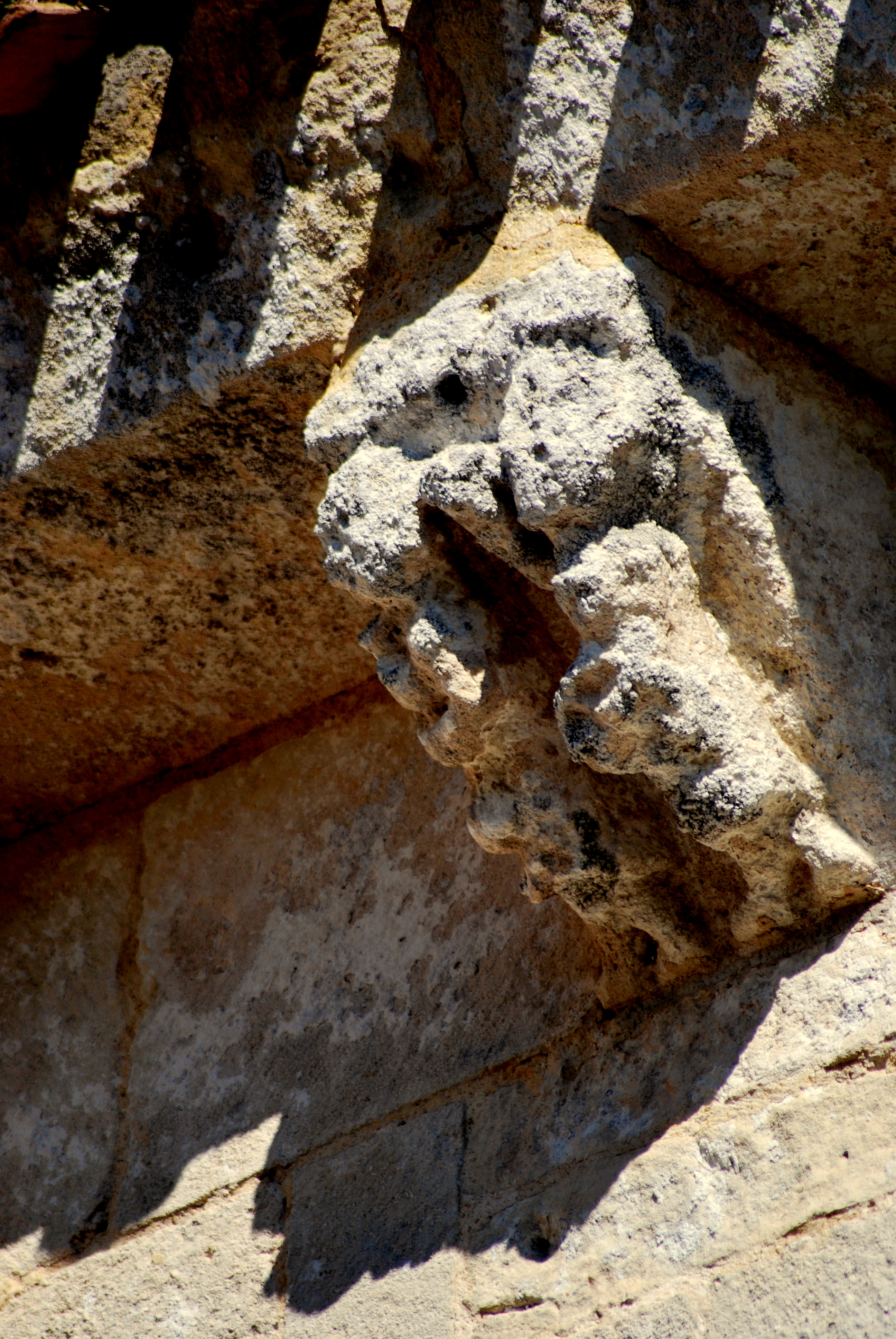
N° 4.
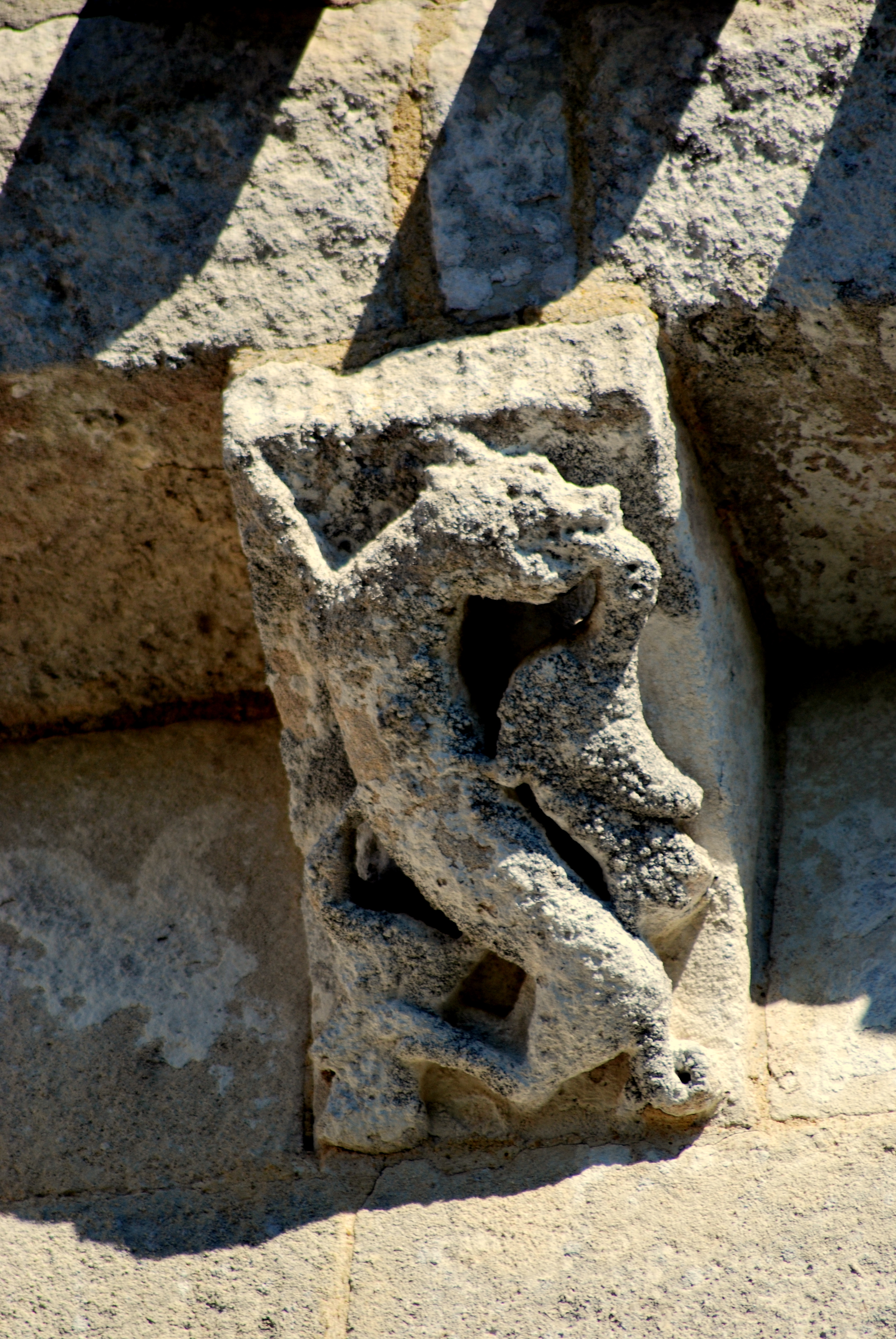
N° 5.
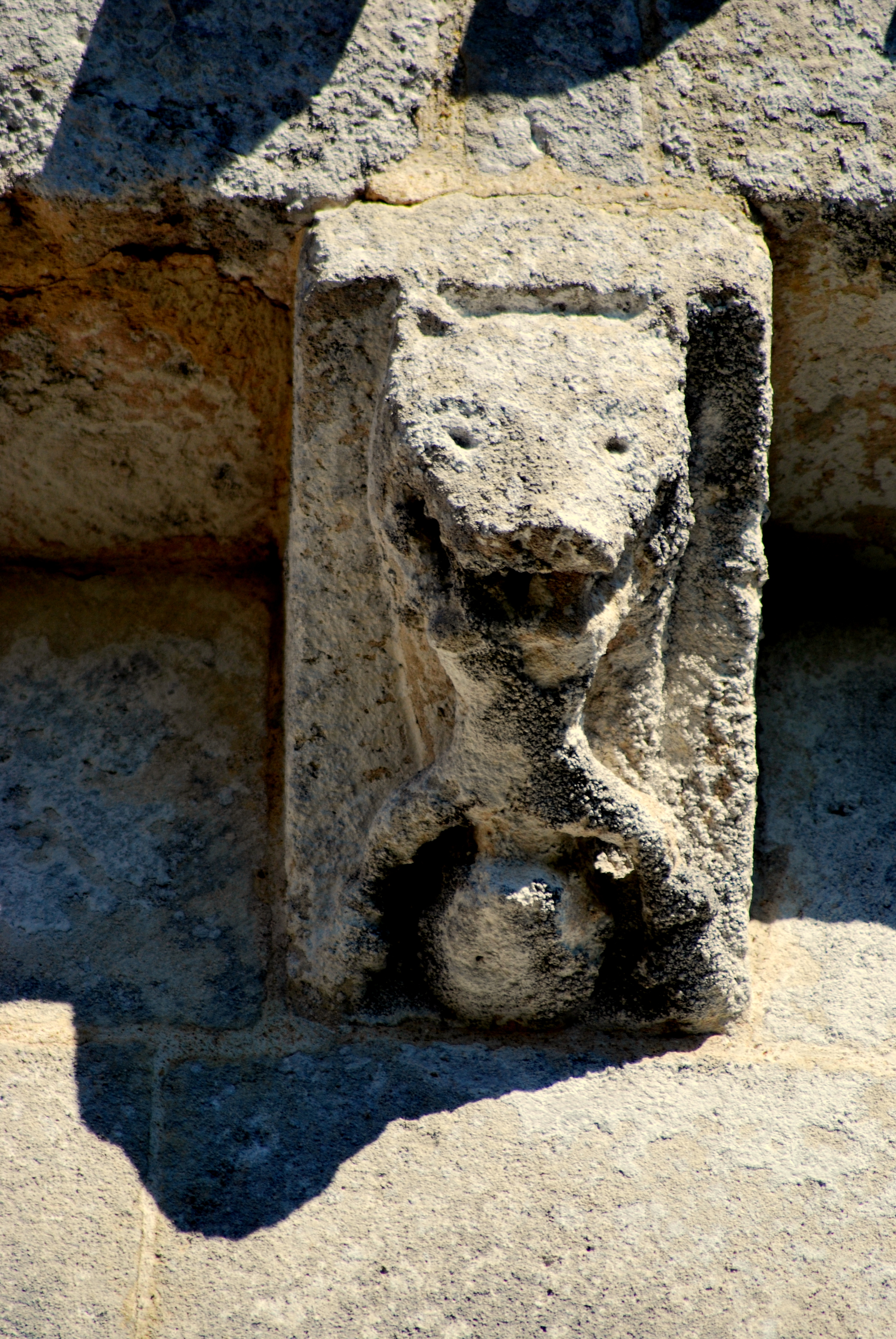
N° 6.

- No 1 : Un personnage debout, le bras en l'air. Il semble porter une massue qui serait un symbole du péché capital de la Colère (Ira).
- No 2 : Un homme debout indique avec sa main gauche un récipient (?) couronne (?)
- No 3 : Barrique
- No 4 : Deux personnages
- No 5 : Un chien tient le bec d'un oiseau dans sa gueule.
- No 6 : Une bête (loup) dévore un homme, les jambes en premier.

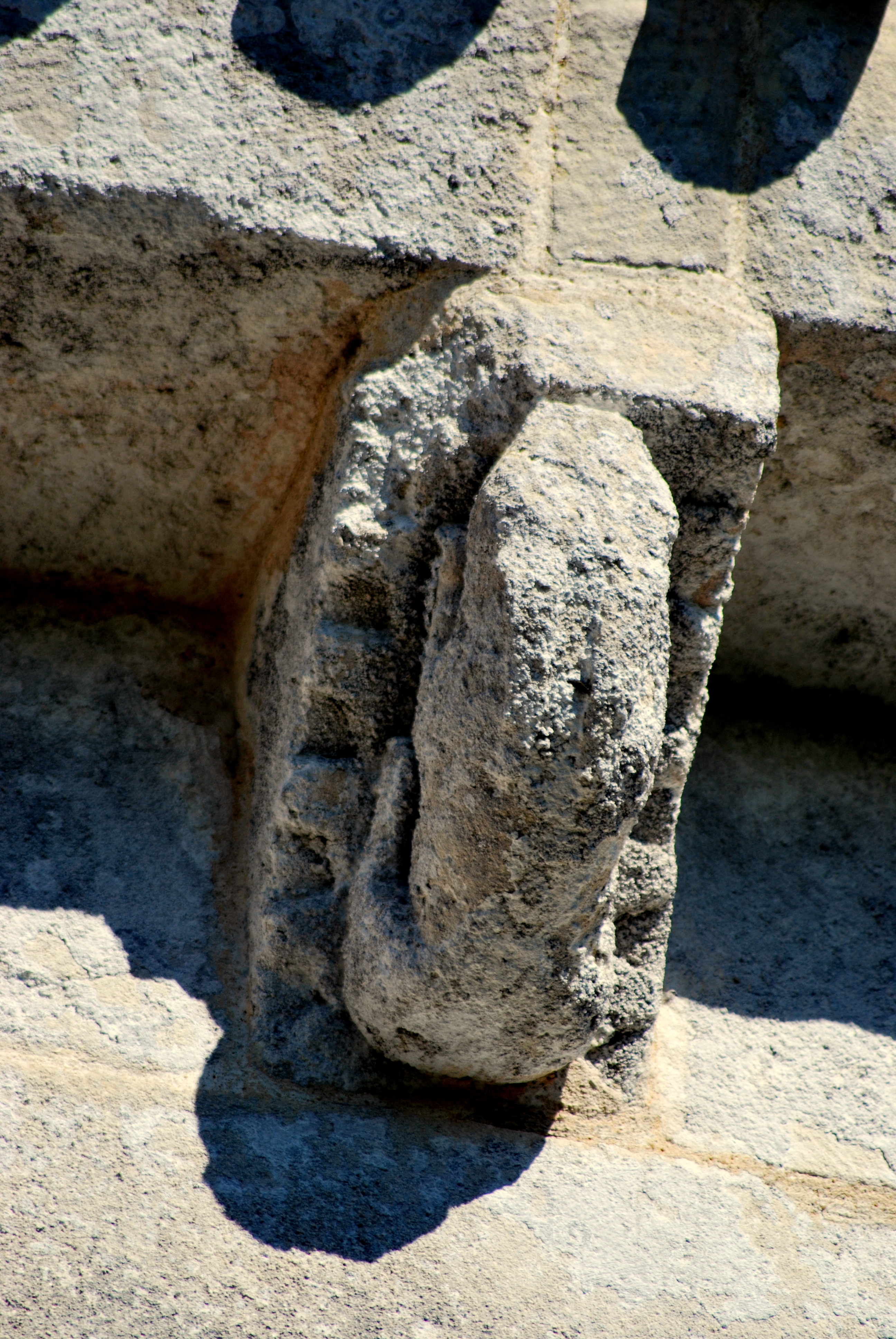
N° 7.
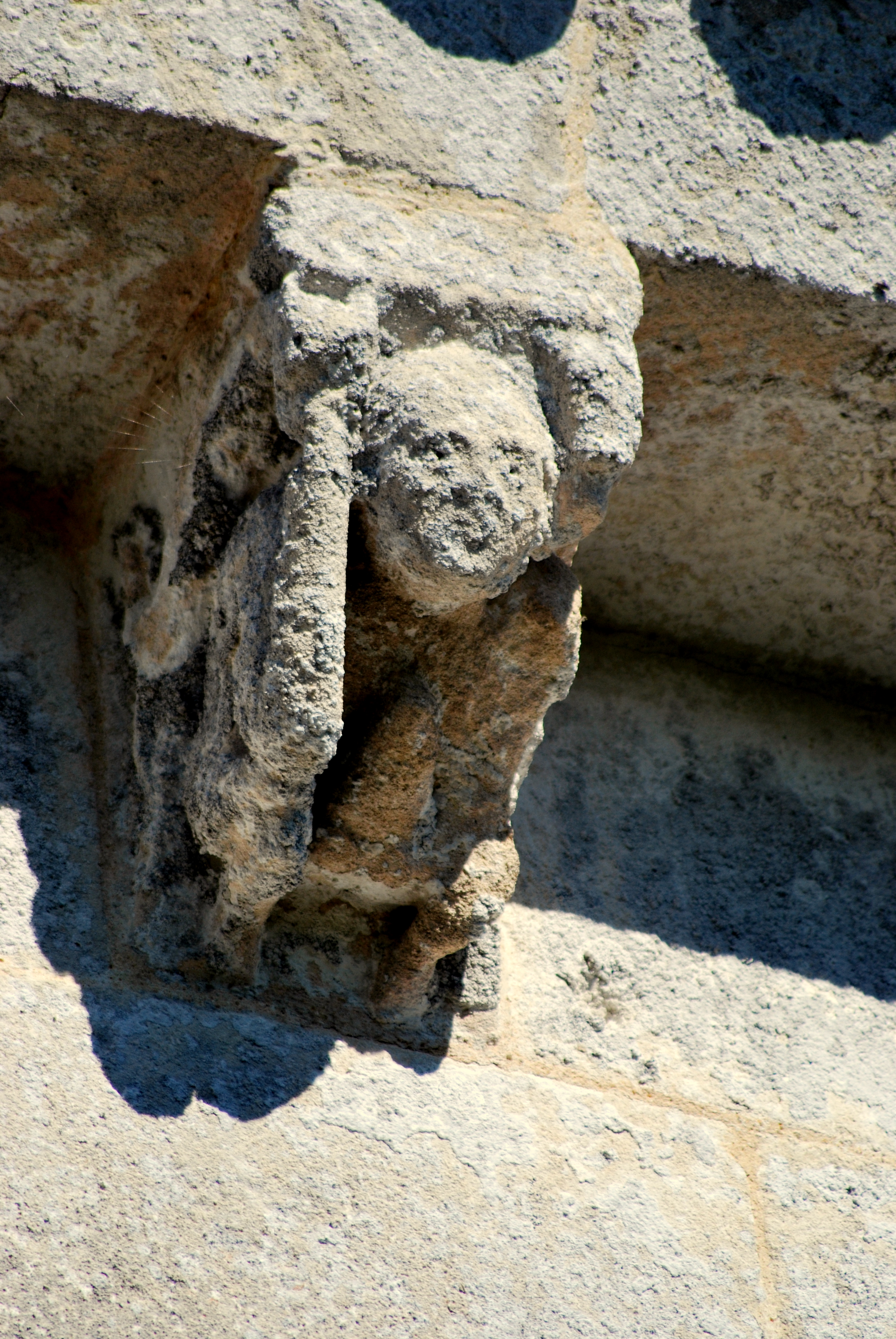
N° 8.
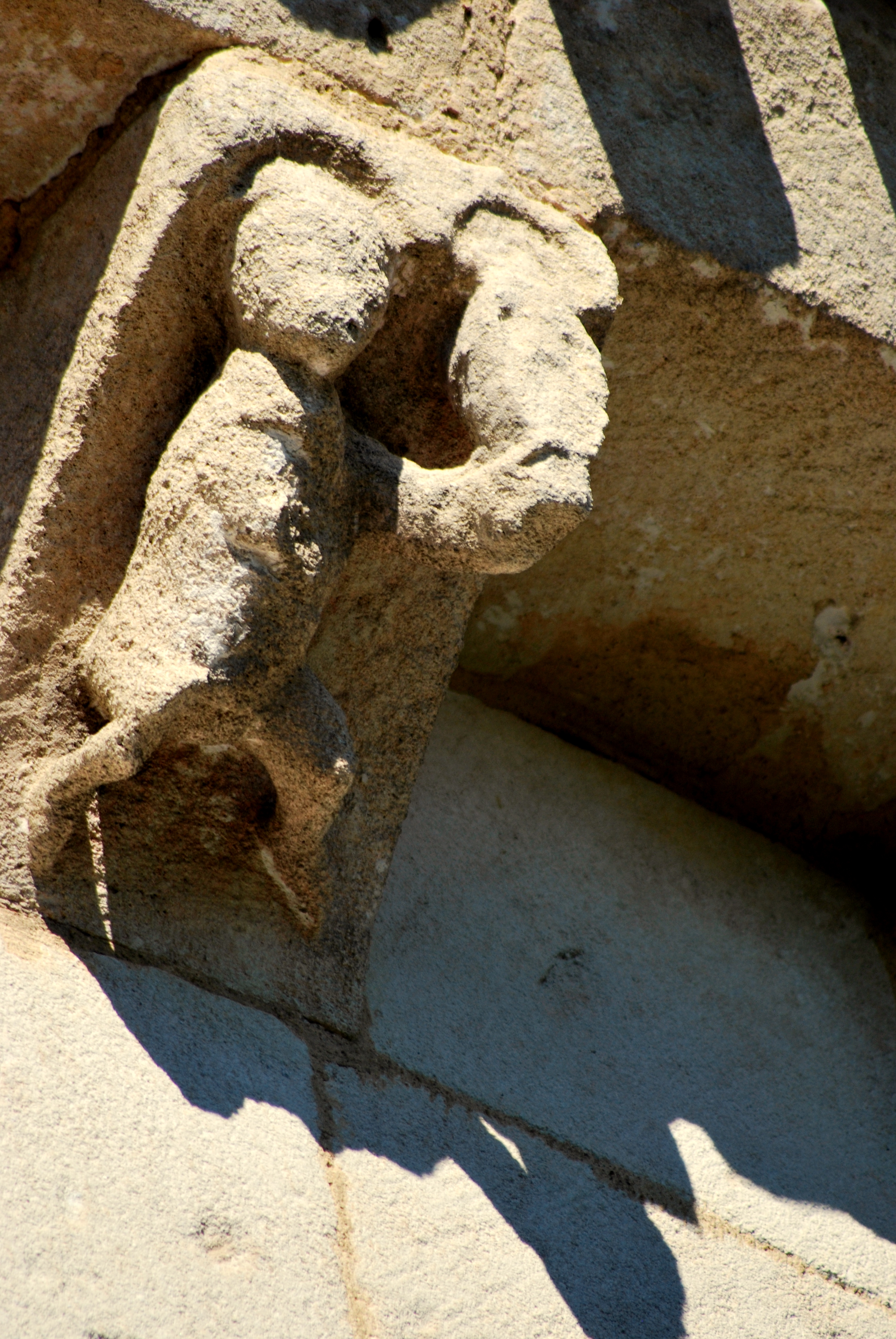
N° 9.
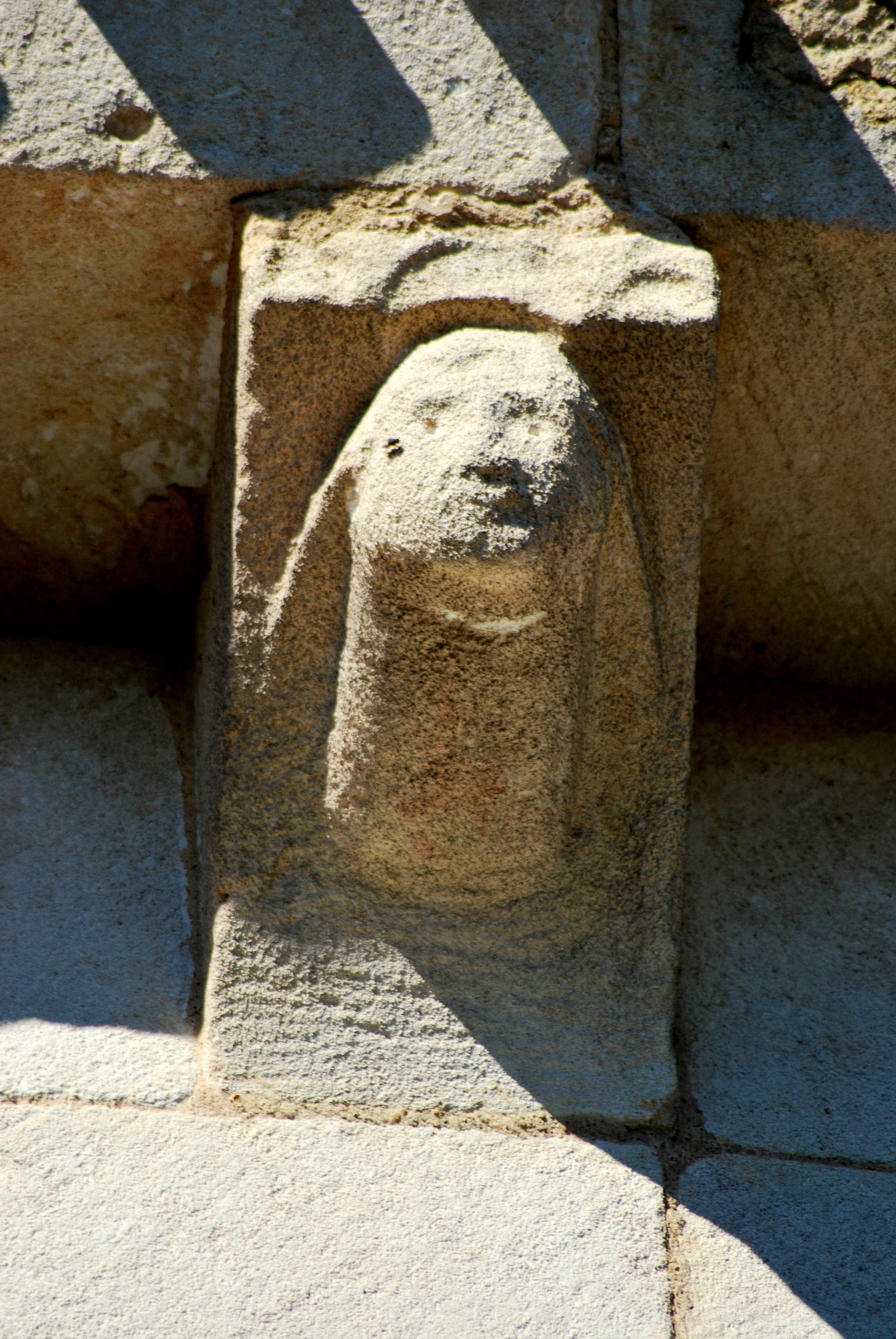
N° 10.
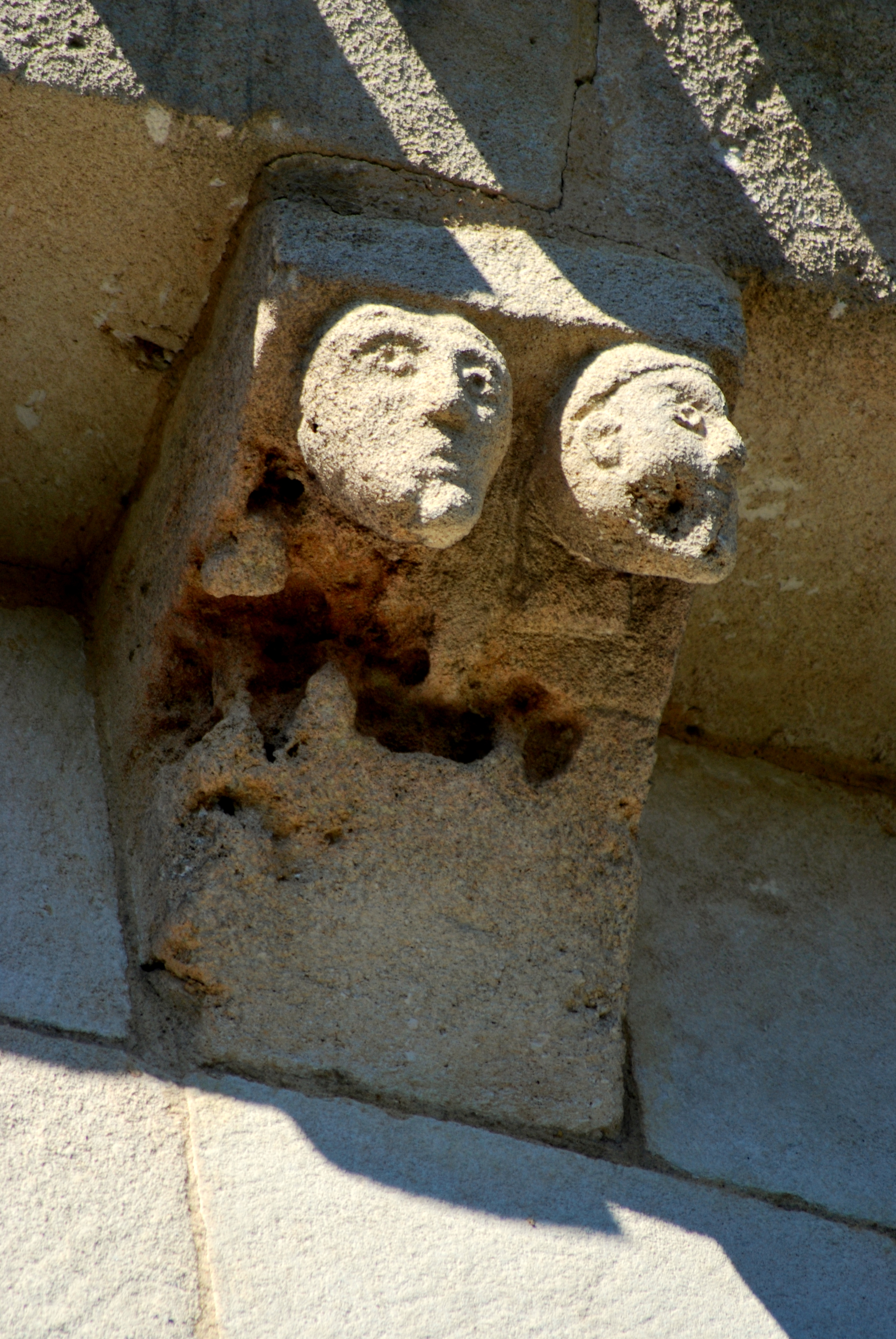
N° 11.
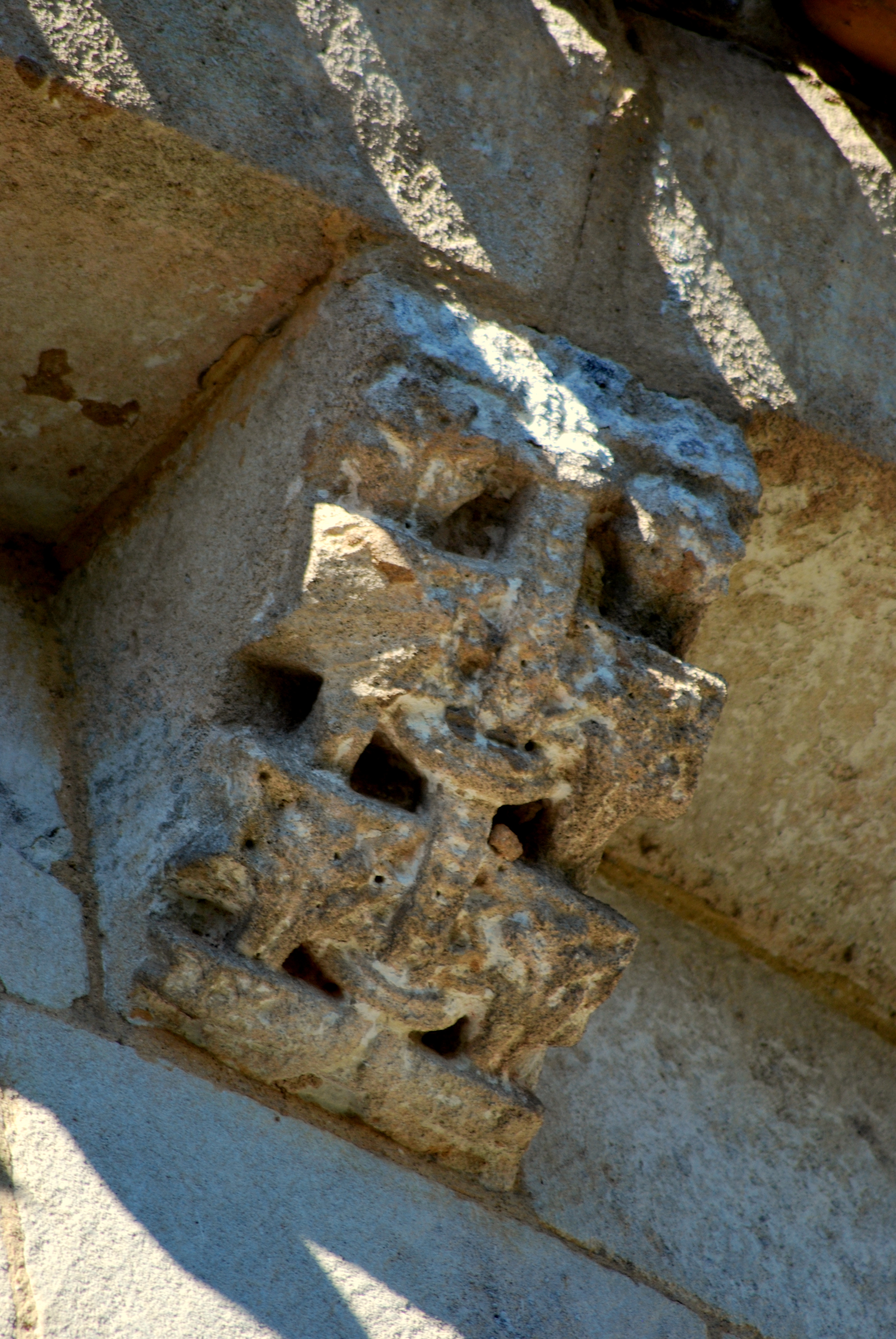
N° 12.

- No 7 : Un lapin ou un lièvre, symbole d'une sexualité débridée.
- No 8 : Un homme assis touche sa chevelure. Les 'toucheurs de cheveux' sont fréquents et représentent le péché capital de la vanité.
- No 9 : Un homme assis tend sa main vers la gueule d'un animal (cheval ?).
- No 10 : La tête d'un homme avec une chevelure longue.
- No 11 : Deux hommes assis. Leurs corps ont été détruits. Il ne reste que les têtes.
- No 12 : Entrelacs

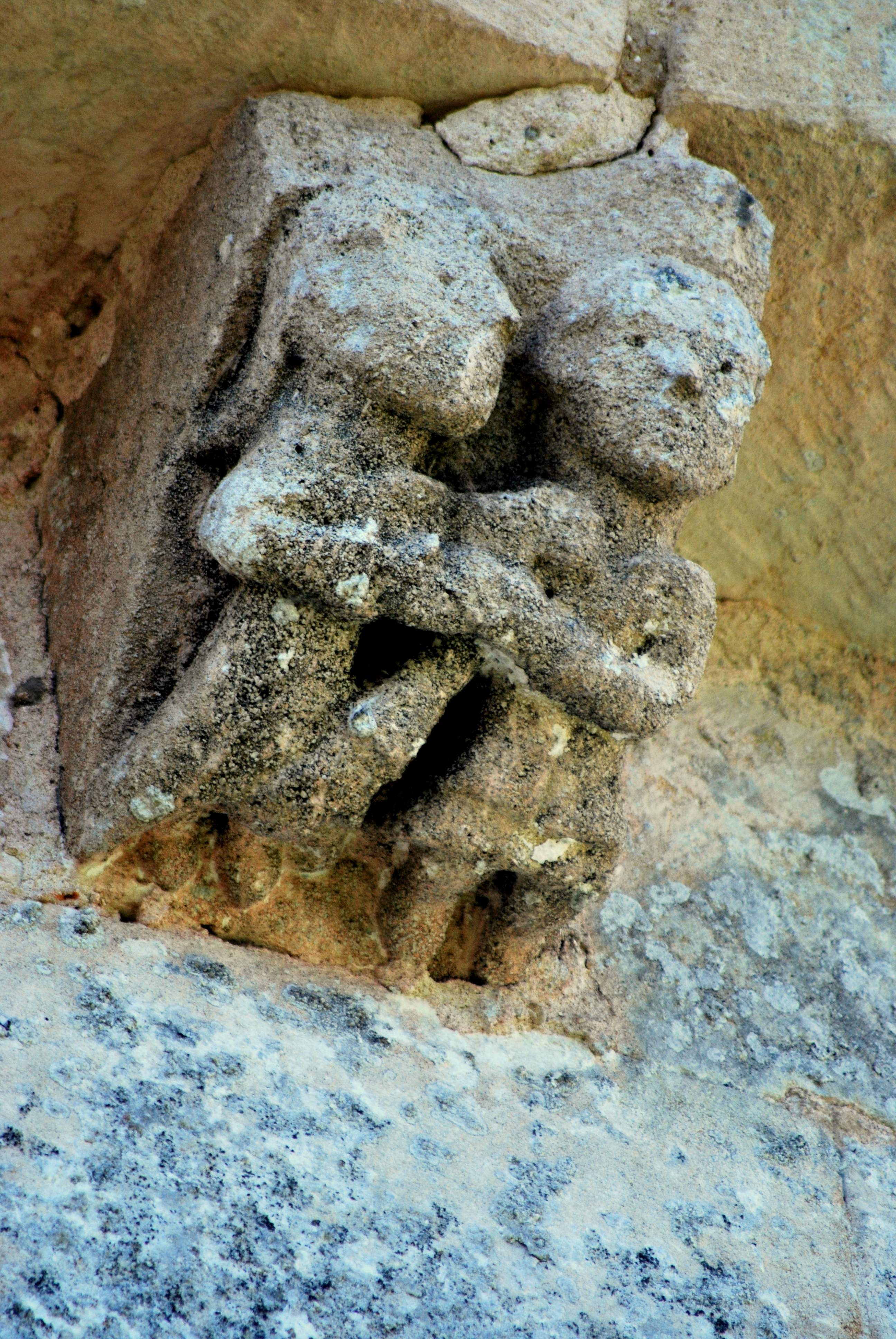
N° 13.
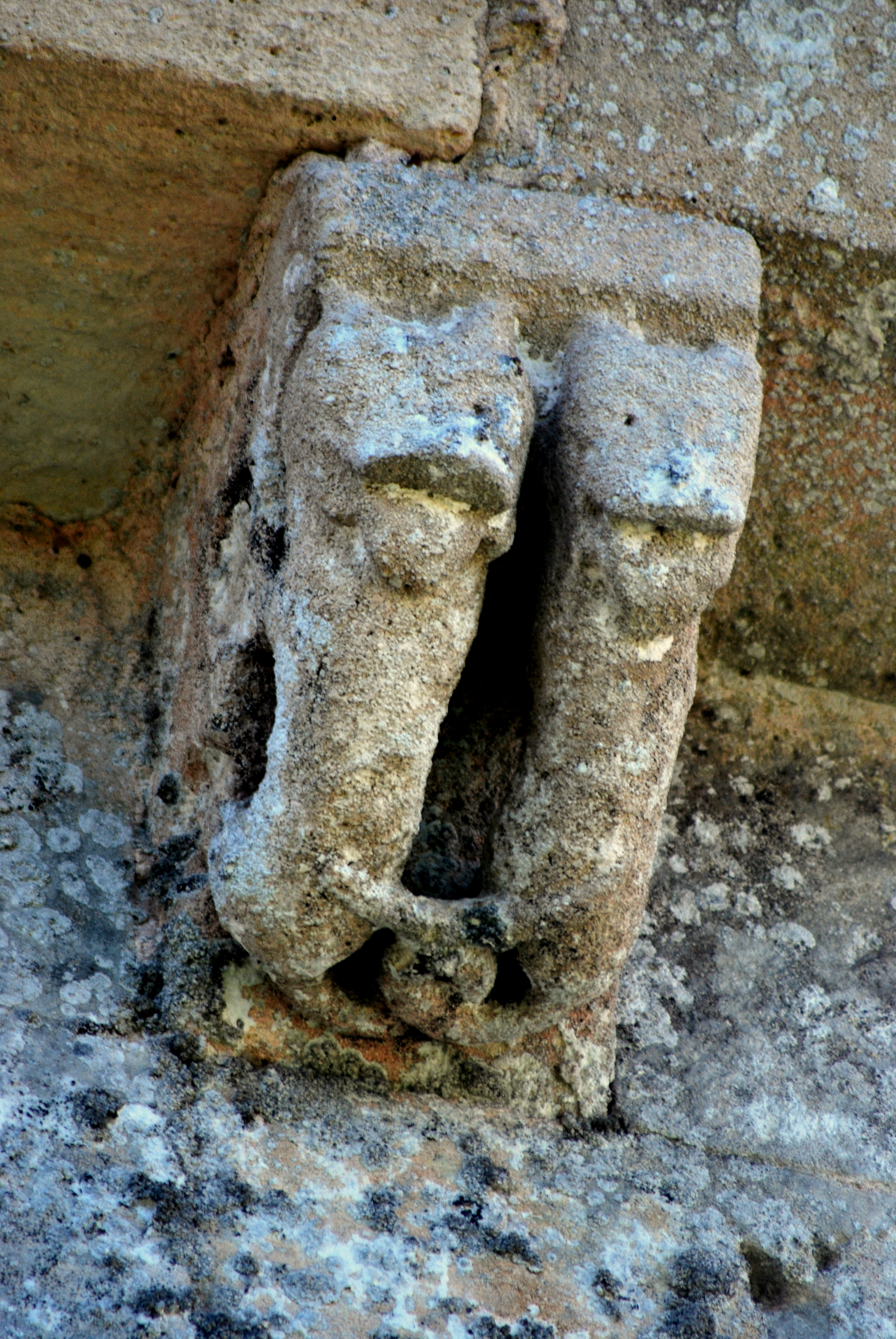
N° 14.
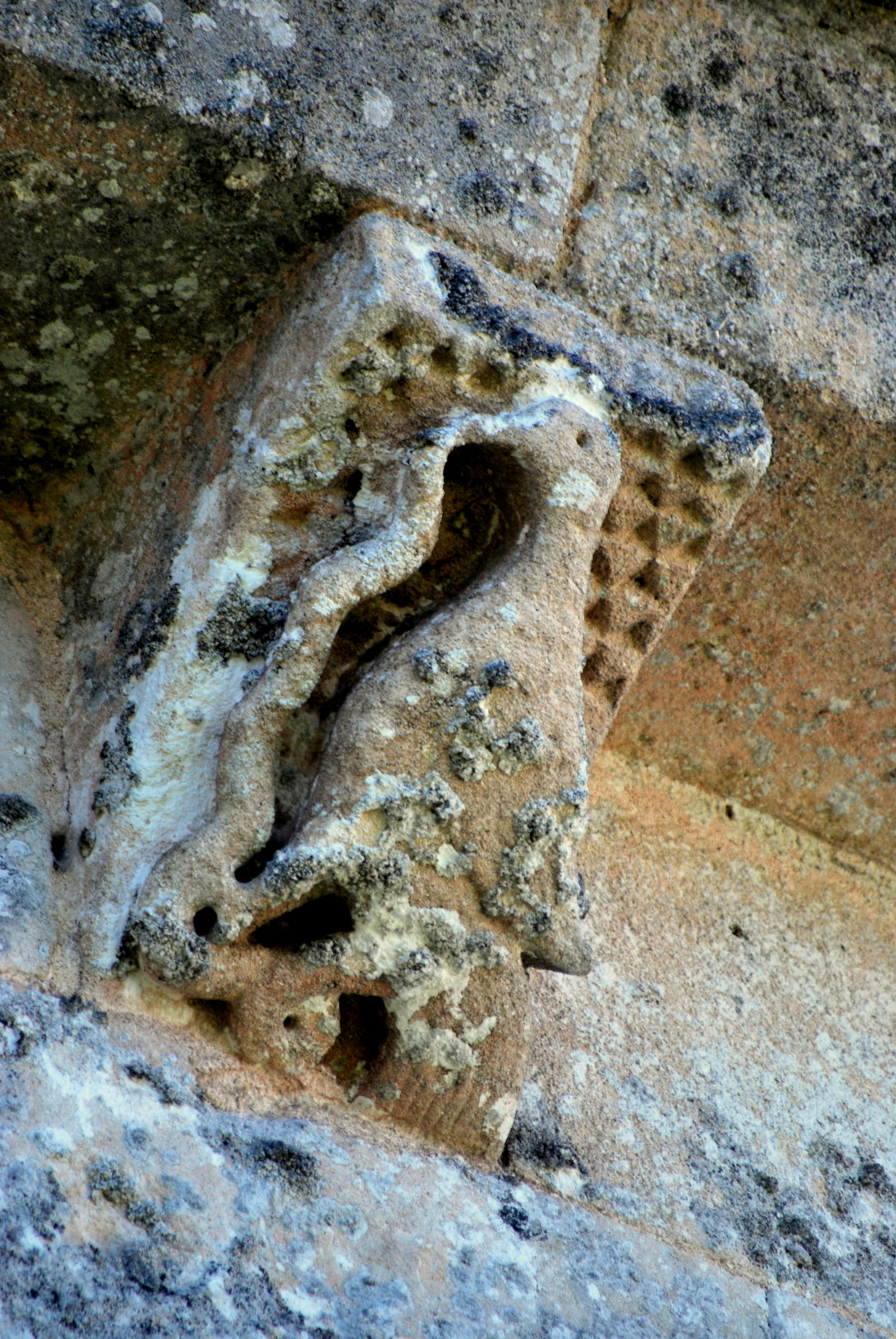
N° 15.
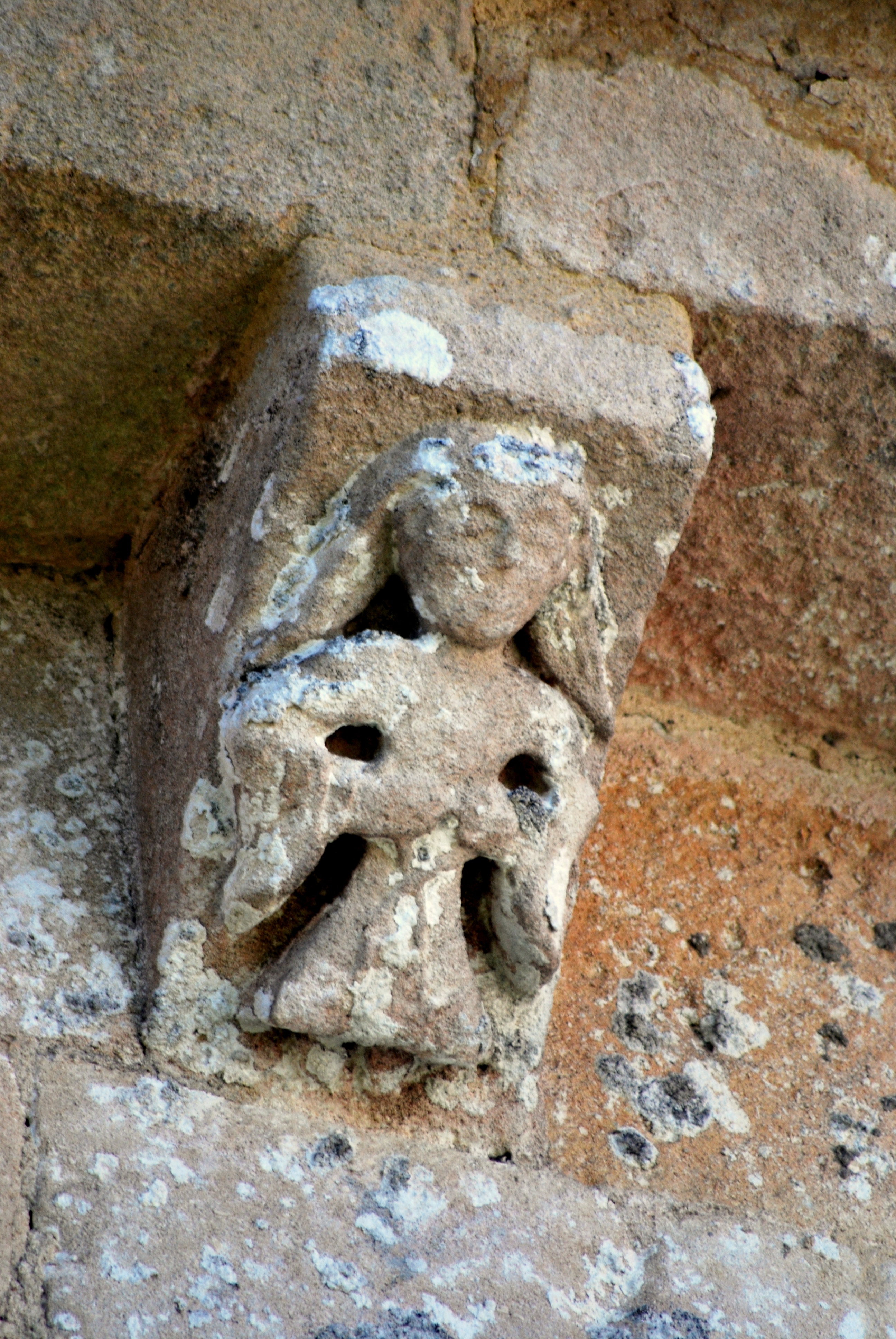
N° 16.
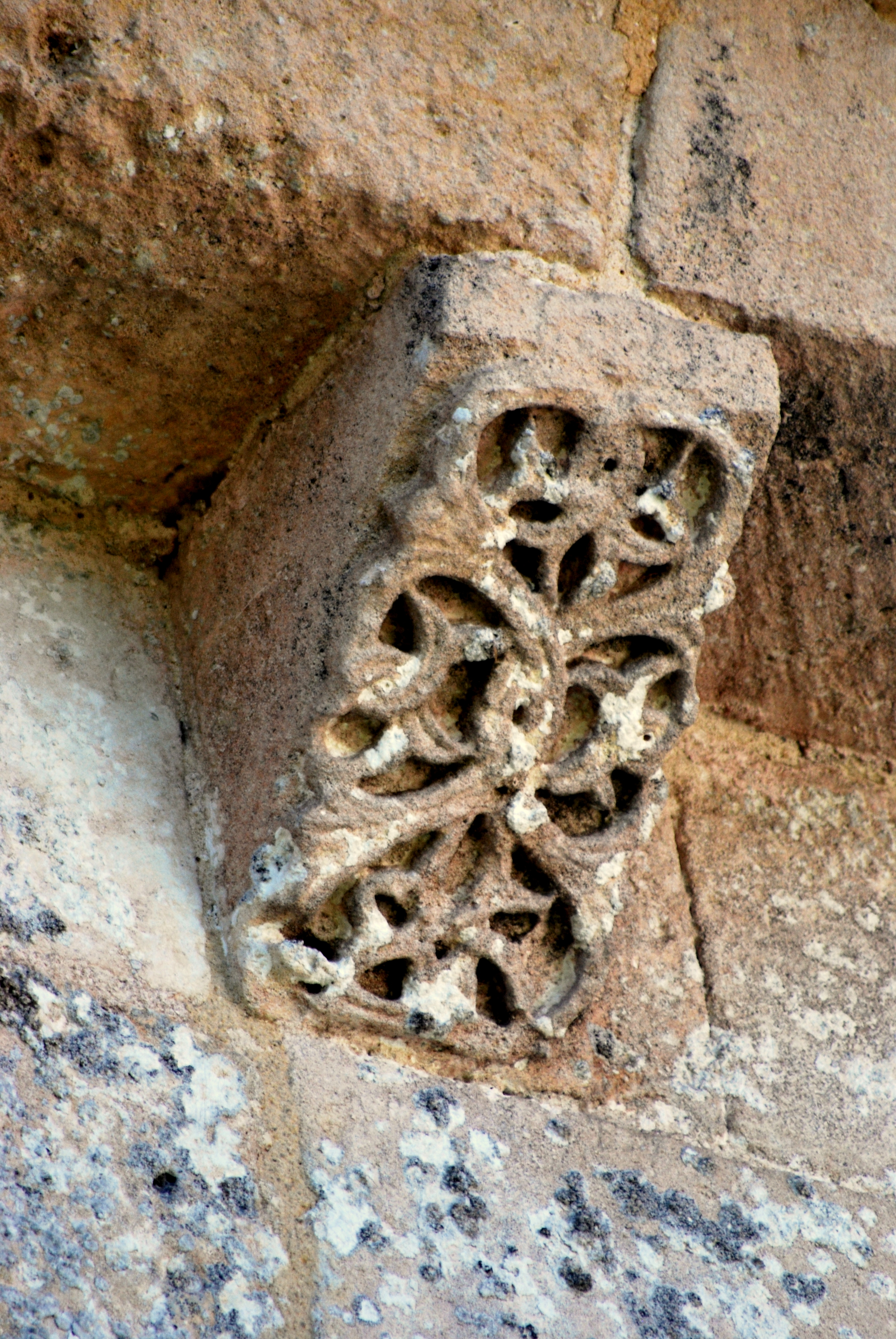
N° 17.
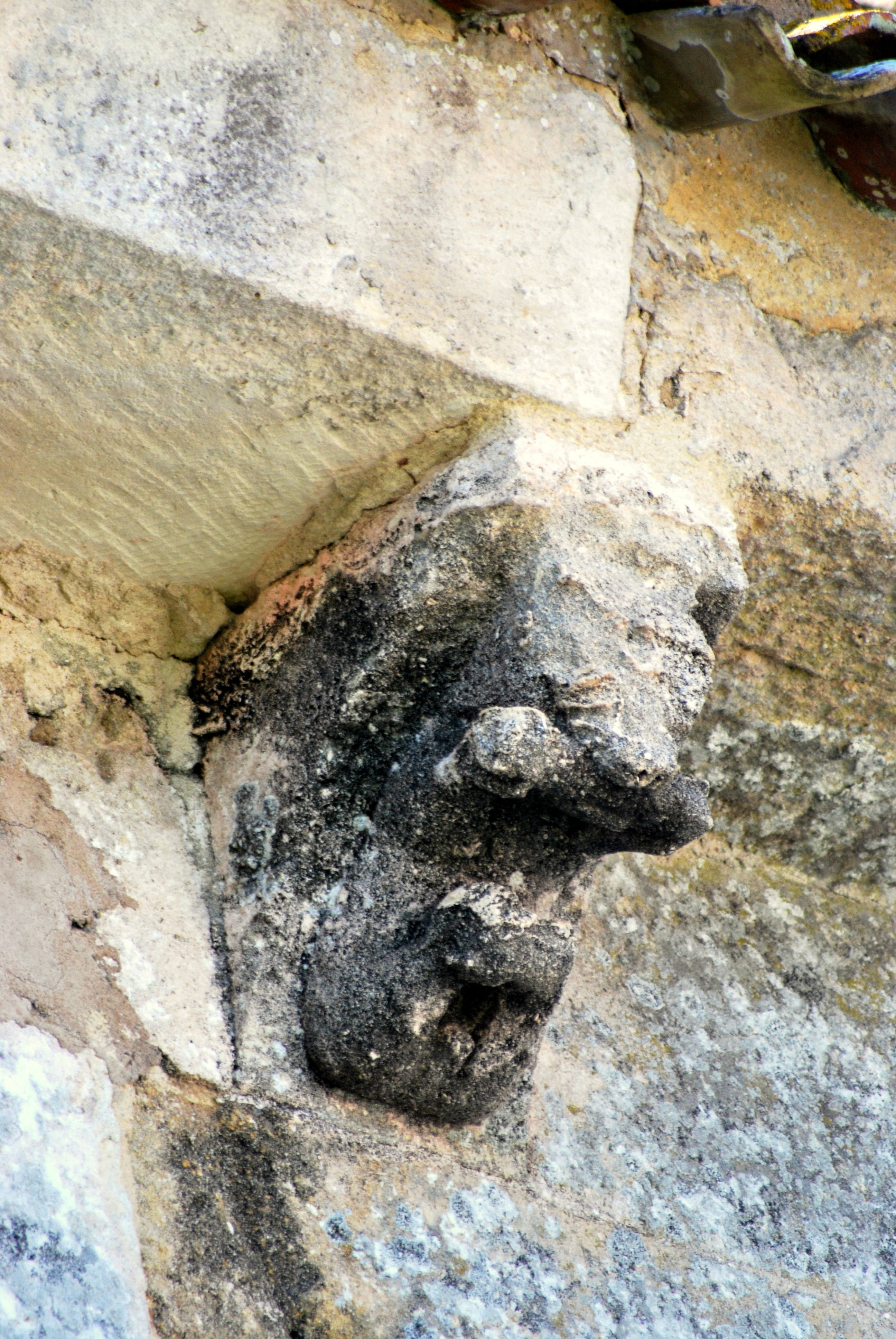
N° 18.
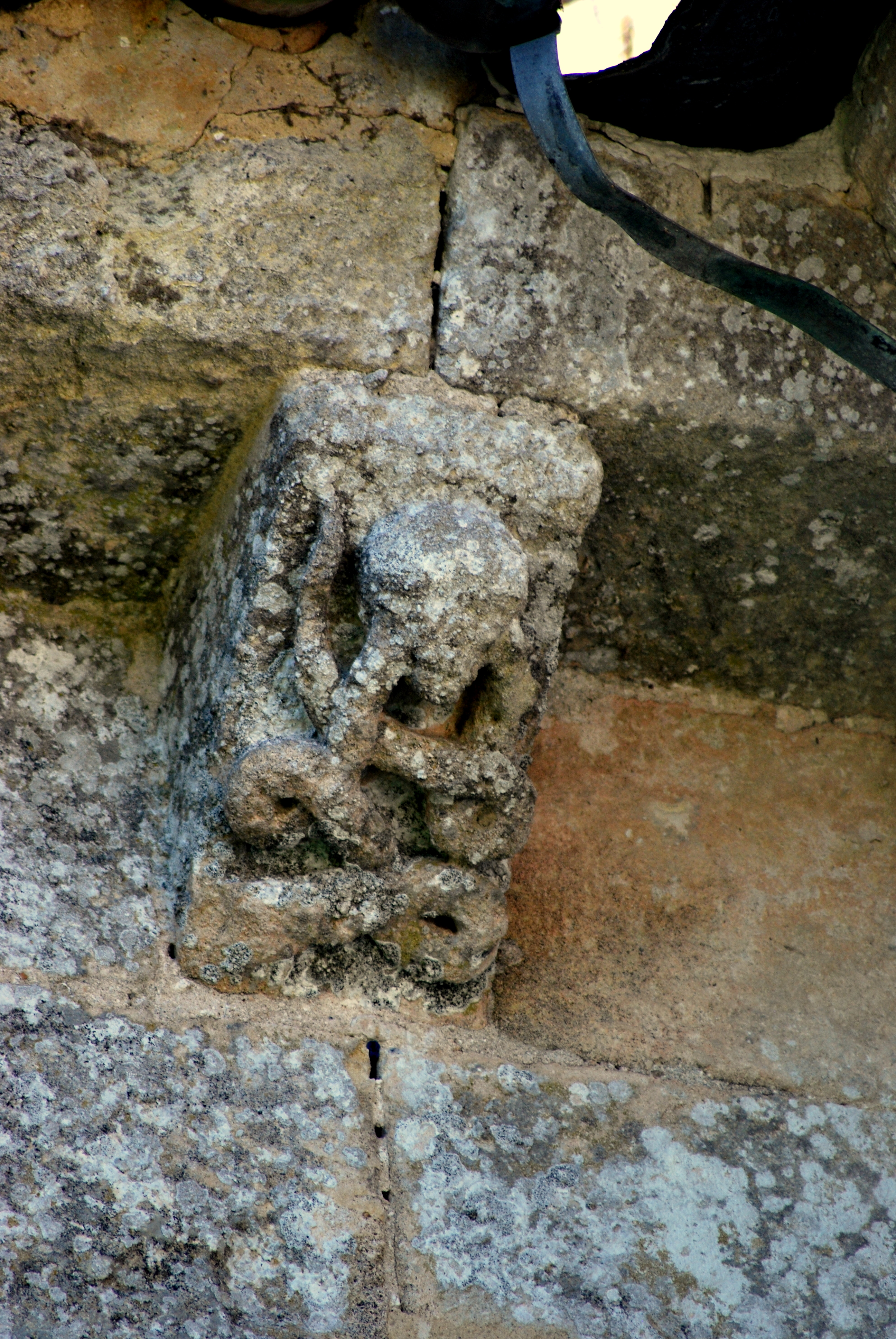
N° 19.

- No 13 : Un homme et une femme qui s'enlacent les bras.
- No 14 : Deux lions, à la tête invertie, les queues sont enlacées. Un modillon identique se trouve sur le chevet de l'église Saint-Trojan de Rétaud. La représentation la plus fréquente de ce style est celle d'un homme nu, accroupi, montrant ses fesses, et avec sa tête retournée de 180°. C'était un symbole du pécheur et de l'homosexualité.
- No 15 : Un oiseau qui tient un serpent dans son bec.
- No 16 : Une danseuse à cheveux longs, qui porte une robe longue avec des manchettes très amples. Elle est en pose caractéristique : les mains sur sa taille. Autour de sa taille une ceinture avec boucle ronde, un symbole souvent utilisé pour signaler des pécheurs et des professions, comme musicien, acrobate, danseur, 'maudites' par l'Église.
- No 17 : Entrelacs
- No 18 : Bête avec une tige dans sa gueule.
- No 19 : Deux serpents qui sont enroulés autour de la tête d'un homme. Peut-être chuchotent-ils dans ses oreilles ?

#### Le clocher

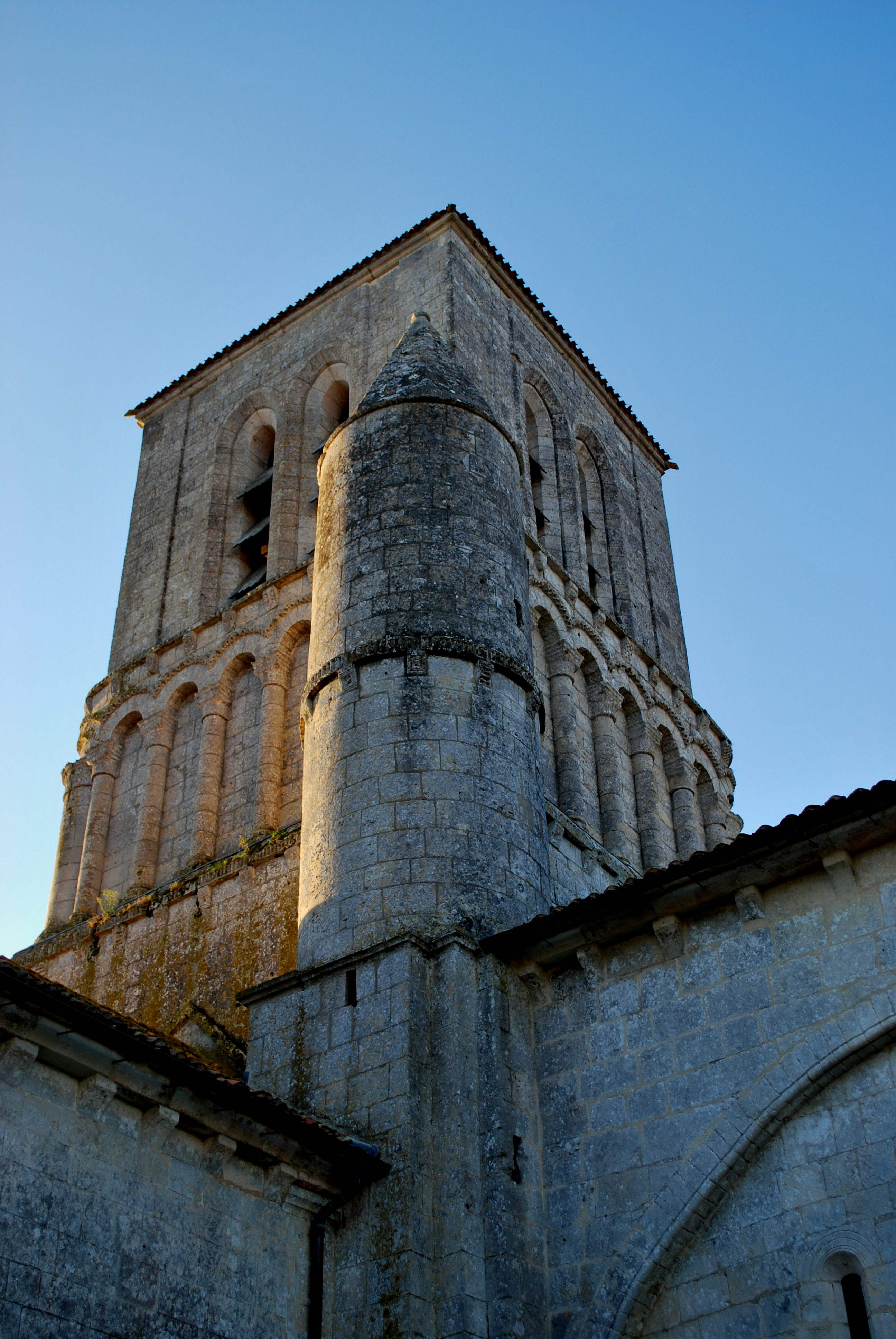
Clocher et tour.

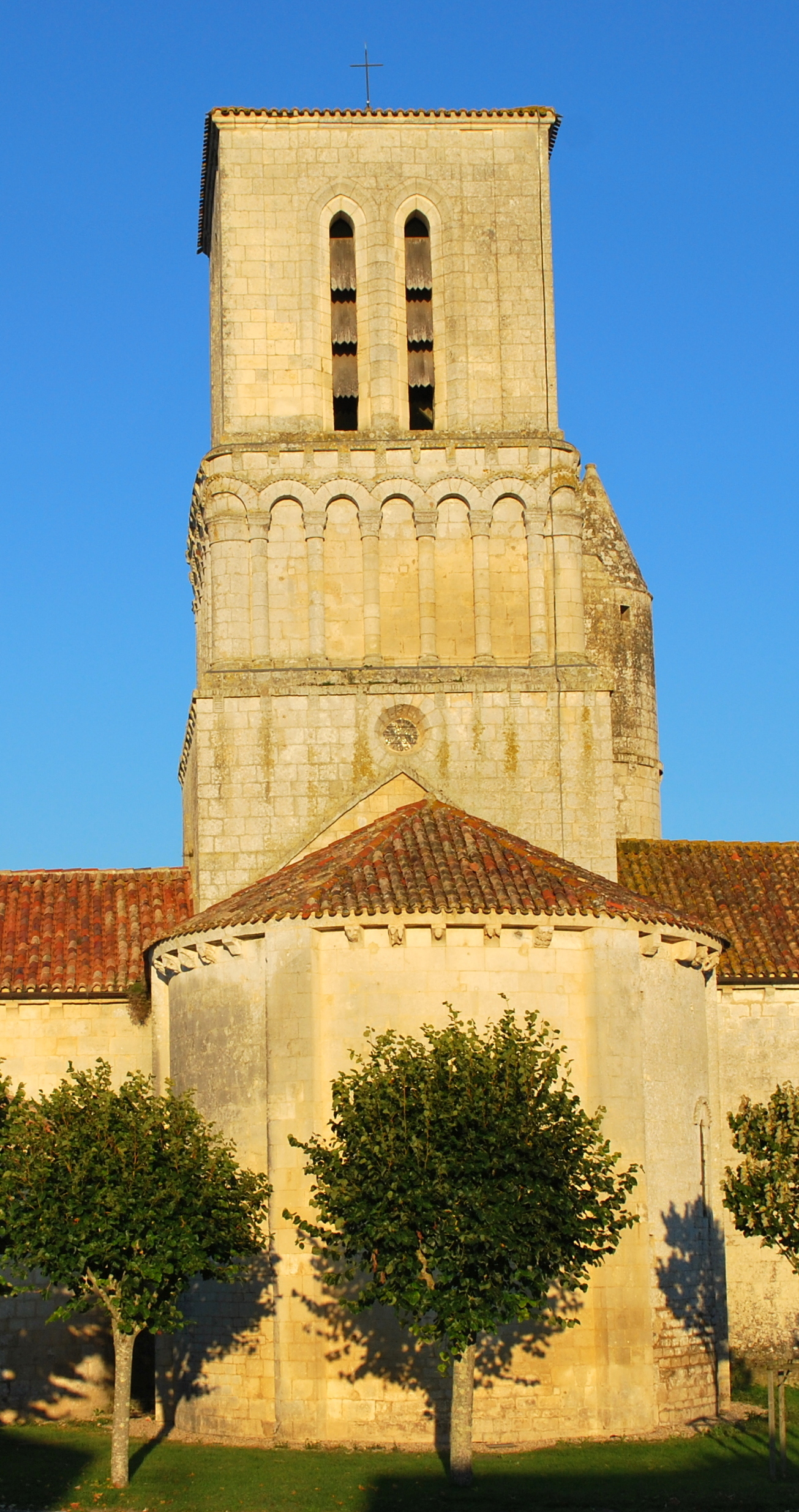
Le clocher façade est.

Le clocher, conçu sur un plan carré, s'élève sur une base romane ; son premier étage, avec sa belle arcature portée par de hautes colonnes, ses corniches et ses modillons sont aussi romans. En revanche, l'étage supérieur a été refait au XVe siècle.
Il est ajouré de chaque côté par des baies en lancettes largement ébrasées. Les massifs d'angle, plaqués de pilastres, viennent supporter la corniche et la toiture de tuile creuse.
Les modillons qui supportent la corniche du clocher ne sont pas figurés. Ils portent tous des représentations géométriques (étoiles, damiers, pointe de diamant, croix ou entrelacs).
Un escalier, logé dans une tourelle couverte en pierre, donne accès au clocher.
Le clocher rappelle celui de l'église Notre-Dame de Thézac : même tour carrée, mêmes arcades et, surtout, mêmes angles arrondis formant colonnes.

### L'intérieur de l'église
La nef, où l'on descend par six marches, est divisée en deux travées séparées par des colonnes engagées auxquelles sont accolées des colonnes plus basses qui soutiennent des arcs latéraux. Ils prennent appui sur de hautes colonnes à demi engagées dans les maçonneries des murs. Ces colonnes sont flanquées, en parties basses, par des colonnes supportant les arcs formerets visibles à l'extérieur. Chacun des arcs encadre une fenêtre romane, longue et très étroite, sur l'extérieur comme à l'intérieur.
Les chapiteaux et corbeilles de la nef sont simplement décorés et ils font contraste avec la richesse de la sculpture de la façade occidentale.
Au milieu de chaque élévation, des baies étroites et hautes dispensent une lumière qui irise les parois des ébrasements.
Au centre de l'édifice, quatre massifs de colonnes, surmontés de chapiteaux à décoration simple, délimitent le carré du clocher et supportent une coupole sur trompes.
Une absidiole voûtée en cul-de-four, comme l'abside, complète le croisillon Sud.
Le croisillon nord est éclairé par trois fenêtres, une du XIIIe siècle au centre et deux latérales dans le style du XIIe.
Le sanctuaire, éclairé par des fenêtres en plein-cintre, a été récemment restauré. Deux très beaux chapiteaux, l'un de branchages, l'autre de vannerie, tous les deux d'une magnifique exécution, surmontent les colonnes qui séparent le chœur de l'abside demi-circulaire.
Des traces de litres funéraires se voient encore dans la chapelle du transept nord et un ossuaire existe sous le croisillon.

#### L'arc triomphal et la croisée du transept
Les seules sculptures à l'intérieur de l'église se trouvent dans le carré du transept et sur l'arc triomphal.
L'arc triomphal : Les deux chapiteaux, à l'entrée du chœur sont d'un travail remarquable. Au nord la corbeille est formée de motifs de vannerie sous un tailloir à rinceaux entourant. Au sud, le chapiteau est orné d'entrelacs qui le recouvrent de lianes et feuillages de style saintongeais.
La croisée du transept : Au centre de l'édifice, quatre massifs de colonnes, surmontés de chapiteaux à décoration simple, délimitent le carré du clocher et supportent une coupole sur trompes. En son sommet, à quatorze mètres du sol, le trou de passage de la cloche constitue une clef de voûte ajourée. Un oculus perce le mur Est à la base de cette coupole.
Les quatre colonnes d'angle se prolongent verticalement jusqu'à l'assise de la coupole et se terminent par de curieuses têtes d'animaux (lions/dragons ?) qui semblent jaillir de la naissance des trompes. Plusieurs ont été délibérément mutilés au marteau. On retrouve ce même motif ailleurs, par exemple, à l'église Saint-Trojan de Rétaud et l'église Saint-Laurent de Saint-Simon-de-Pellouaille.
Dans les deux angles, au nord du carré, on trouve un décor très particulier : Deux colonnes fines montent presque à la voûte. Au sommet, le cou et la tête d'un serpent ou dragon est dressé pour plonger sur sa proie. La même représentation se trouve sur la façade de l'église Saint-Pierre de Linars.

## Divers
À l'intérieur de l'église :
- Des vestiges des peintures murales.
- Une plaque qui donne un résumé des quelques événements historiques de l'église.
- Une plaque avec la liste des morts pendant la guerre de 1914-1918.

À l'extérieur de l'église : un cadran canonial sur le mur sud de la nef. Ce type de cadran solaire primitif était utilisé par le clergé pour déterminer le moment dans la journée pour pratiquer certains actes liturgiques.

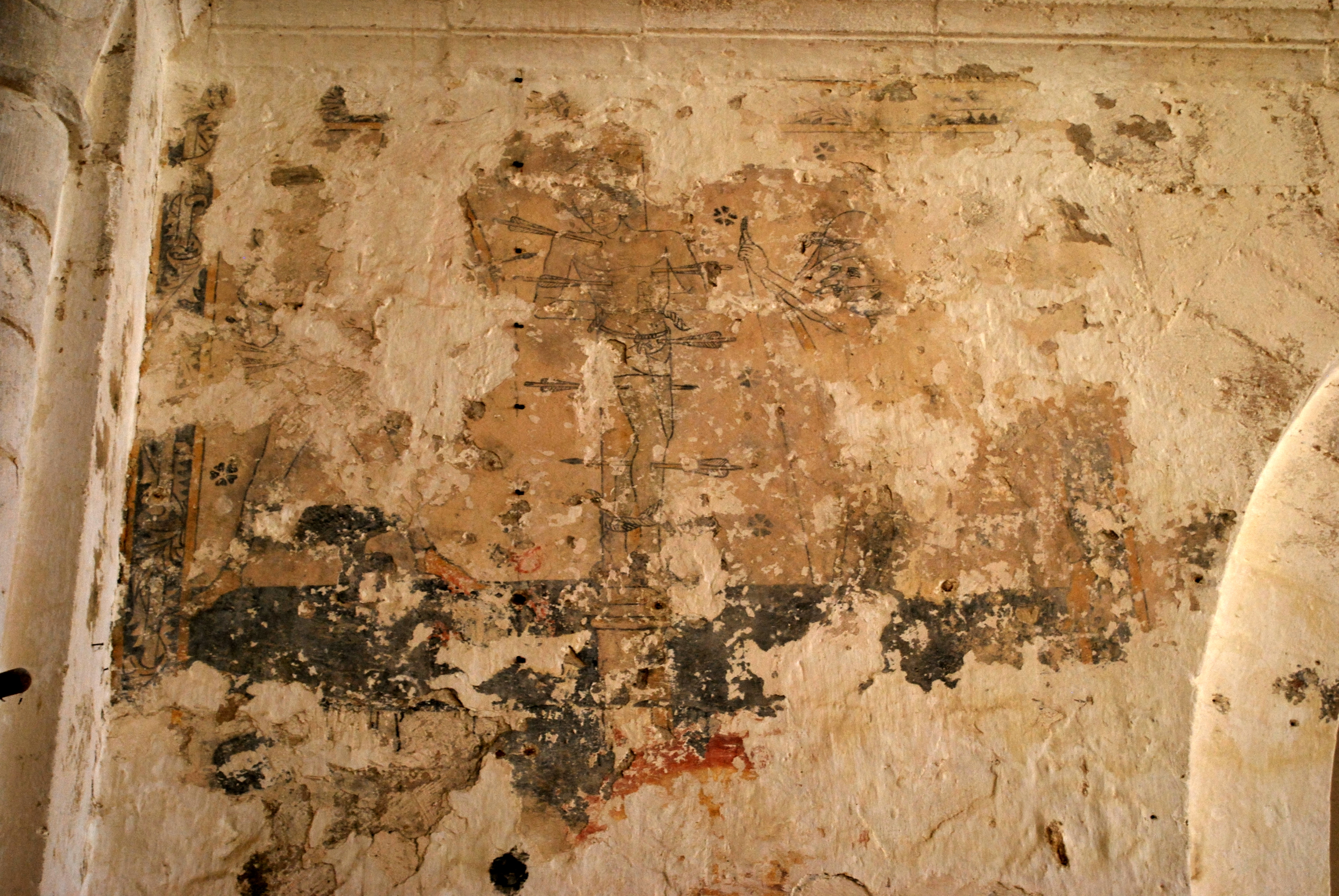
Vestiges des peintures murales.
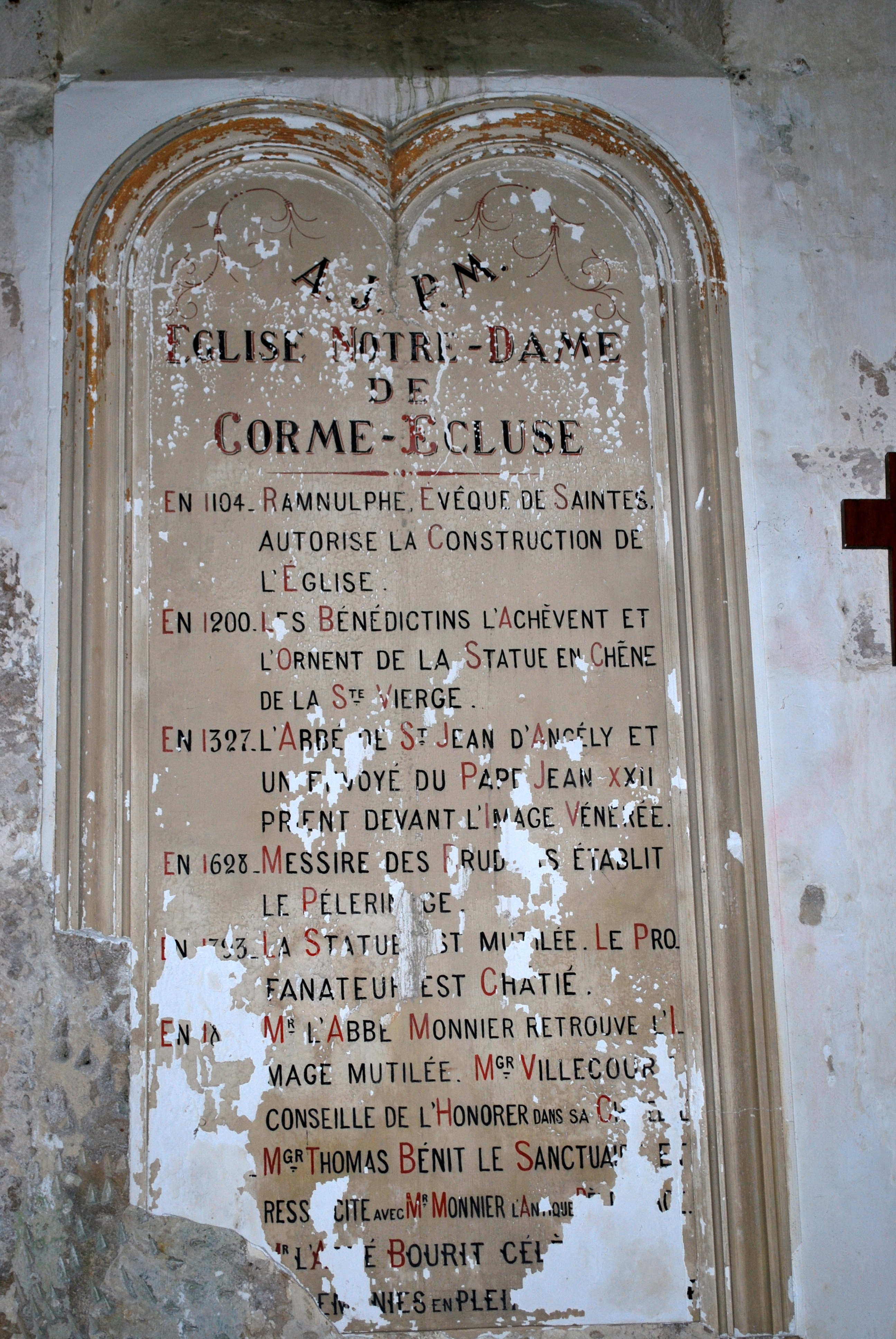
Résumé historique.
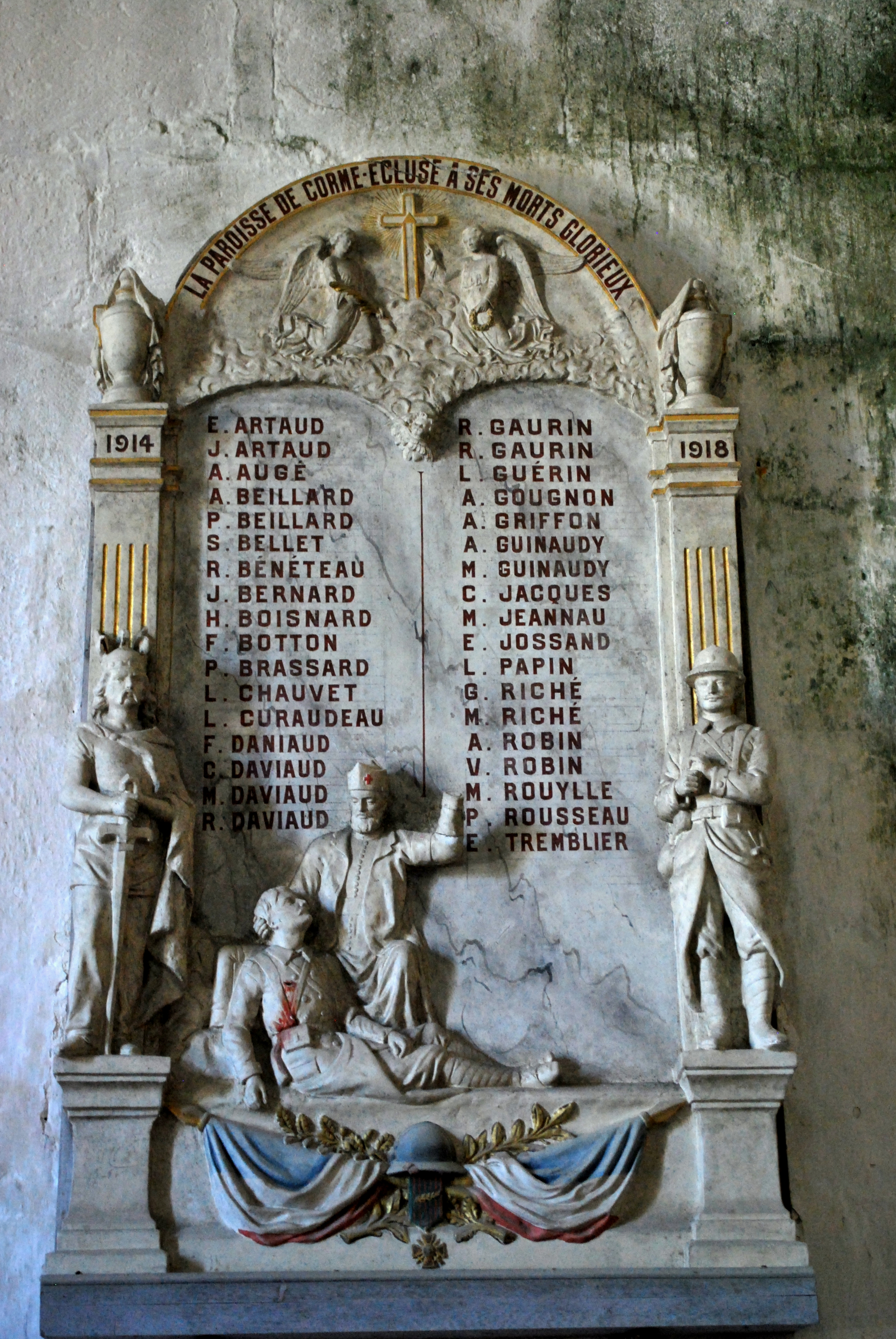
Monument aux morts.
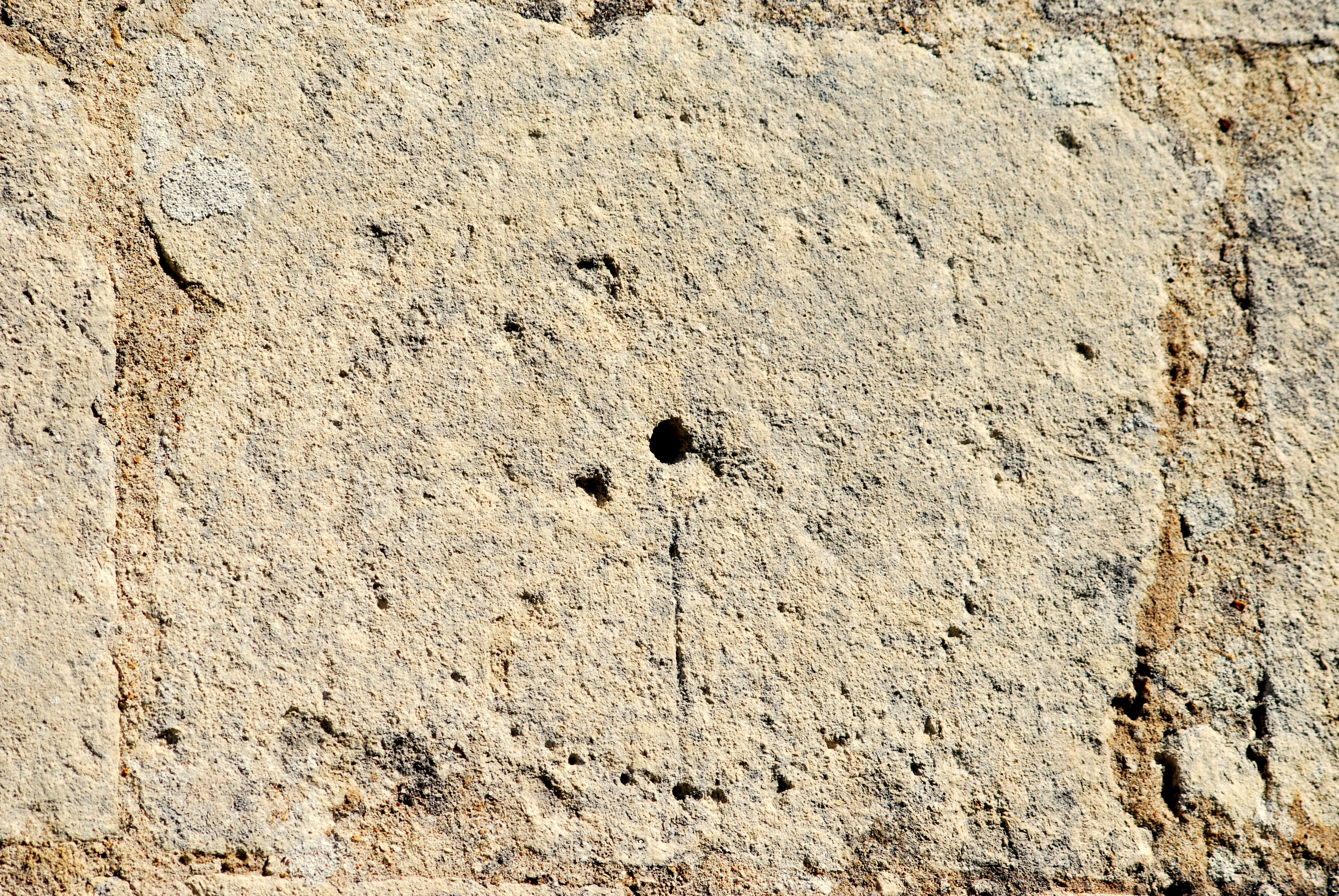
Cadran canonial..